# Liste der Biografien/Arm
Liste der Biografien |
Portal Biografien |
Personensuche
# |
A |
B |
C |
D |
E |
F |
G |
H |
I |
J |
K |
L |
M |
N |
O |
P |
Q |
R |
S |
T |
U |
V |
W |
X |
Y |
Z |
?
 
Aa |
Ab |
Ac |
Ad |
Ae |
Af |
Ag |
Ah |
Ai |
Aj |
Ak |
Al |
Am |
An |
Ao |
Ap |
Aq |
Ar |
As |
At |
Au |
Av |
Aw |
Ax |
Ay |
Az
 
Ara |
Arb |
Arc |
Ard |
Are |
Arf |
Arg |
Arh |
Ari |
Arj |
Ark |
Arl |
Arm |
Arn |
Aro |
Arp |
Arq |
Arr |
Ars |
Art |
Aru |
Arv |
Arw |
Arx |
Ary |
Arz
Die Liste der Biografien führt alle Personen auf, die in der deutschsprachigen Wikipedia einen Artikel haben. Dieses ist eine Teilliste mit 458 Einträgen von Personen, deren Namen mit den Buchstaben „Arm“ beginnt.

## Arm
- Arm, Allisyn Ashley (* 1996), US-amerikanische SchauspielerinAllisyn Ashley Arm (* 1996)

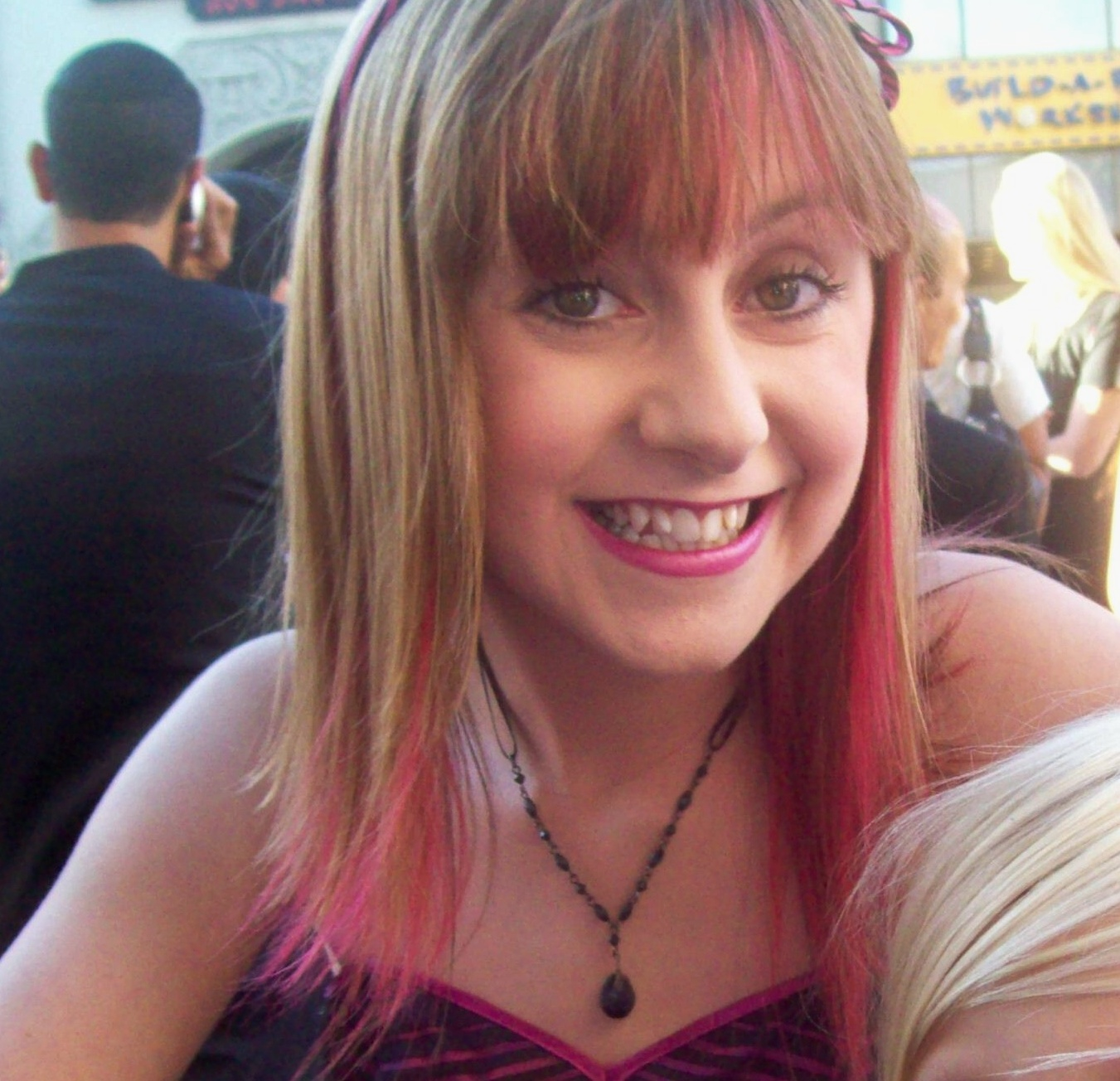
Allisyn Ashley Arm (* 1996)

- Arm, Fabienne (* 1996), Schweizer Unihockeyspielerin
- Arm, Mark (* 1962), US-amerikanischer Rockmusiker
- Ärm, Rait (* 2000), estnischer Radrennfahrer

### Arma
- Arma, C (* 1985), deutscher R&B-Sänger, Produzent und Songwriter
- Arma, Paul (1905–1987), französischer Komponist, Musikethnologe und Pianist
- Arma-Tarḫunta, hethitischer Würdenträger
- Armack, August (1786–1865), nassauischer Politiker
- Armacost, Michael (1937–2025), US-amerikanischer Diplomat und Wirtschaftsmanager
- Armacost, Tim (* 1962), US-amerikanischer Jazzmusiker
- Armada, Ailén (* 1998), argentinische Diskuswerferin und Kugelstoßerin
- Armağan, Eşref (* 1953), türkischer Maler
- Armagedda, norwegischer Heavy-Metal-Schlagzeuger
- Armagnac, Ben d’ (1940–1978), niederländischer Performancekünstler
- Armagnac, Gary (* 1952), US-amerikanischer Filmschauspieler
- Armagnac, Georges d’ (1501–1585), französischer Kardinal
- Armagnac, Louis d’ (1472–1503), Herzog von Nemours, Graf von Pardiac, Graf von Guise, Vizekönig von Neapel
- Armagnac, Paul (1923–1962), französischer Autorennfahrer
- Armagost, Jason, US-amerikanischer Offizier, Generalmajor der US Air Force
- Armah, König von Axum
- Armah, Ayi Kwei (* 1939), ghanaischer Schriftsteller
- Armah, Grace (* 1958), ghanaische Leichtathletin
- Armaindo, Louise (1857–1900), kanadische Zirkusartistin und Pionierin des Radsports
- Armajani, Siah (1939–2020), US-amerikanischer Bildhauer und Architekt
- Armalis, Mantas (* 1992), litauischer Eishockeytorwart
- Armaly, Fareed (* 1957), US-amerikanischer Dokumentarfilmer, Multimedia- und Installationskünstler
- Armamento Dosado, Jesus (1939–2020), philippinischer Ordensgeistlicher, römisch-katholischer Erzbischof von Ozamis
- Arman (1928–2005), französisch-US-amerikanischer Objektkünstler und Mitbegründer des Nouveau RéalismeArman (1928–2005)

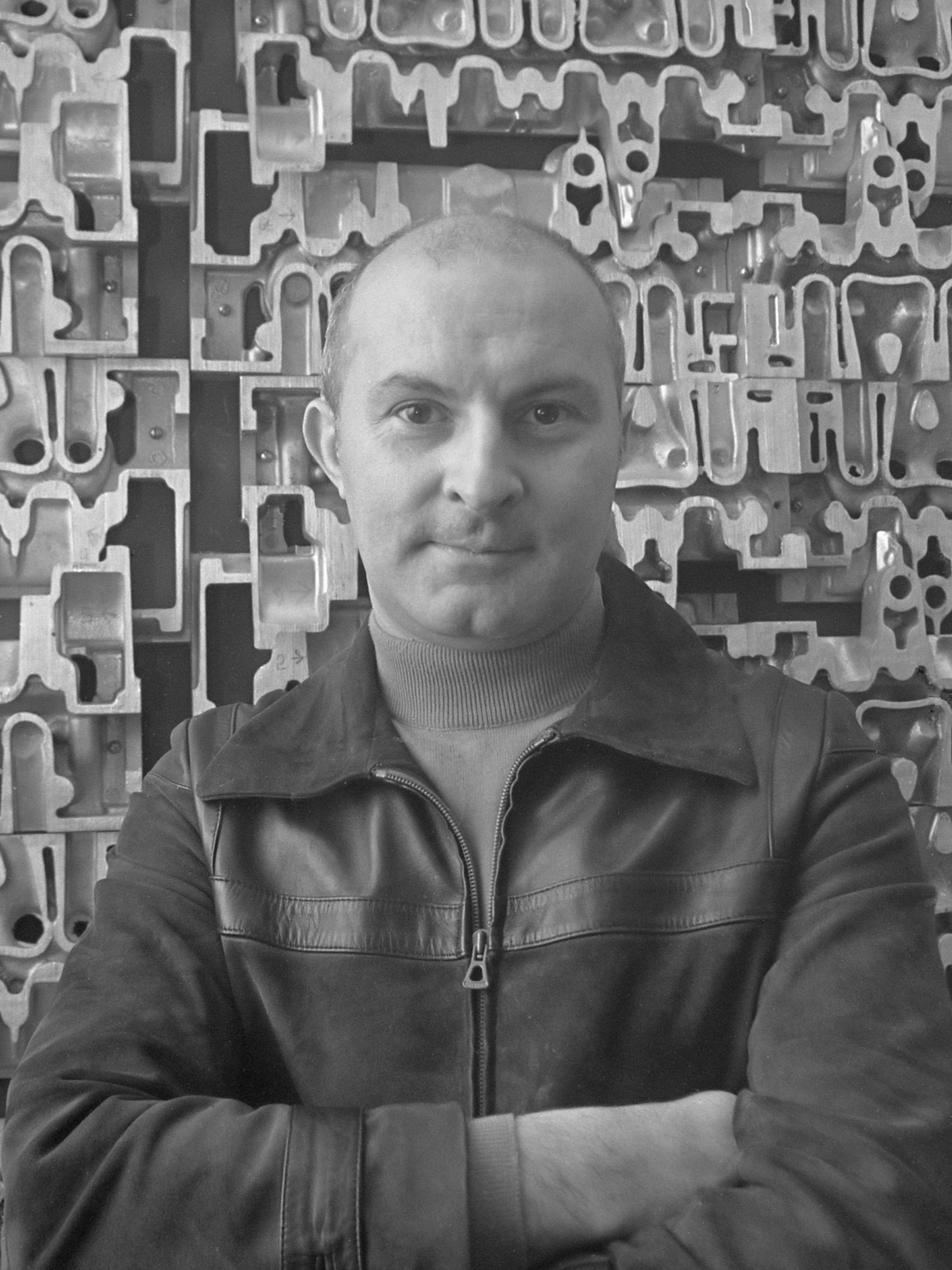
Arman (1928–2005)

- Arman, Burhan (* 1996), türkischer Fußballspieler
- Arman, Cihat (1915–1994), türkischer Fußballspieler und -trainer
- Årman, Erik (* 1970), schwedischer Opernsänger (Tenor)
- Arman, Florence (* 1995), britische Musikerin und Singer-Songwriterin
- Arman, Howard (* 1954), britischer Chorleiter, Dirigent und Komponist
- Arman, John (* 1986), britischer Jazzmusiker (Gitarre) und Komponist
- Arman, Mohammad Hossein, afghanischer Sänger und Musiker
- Armana, Jules (* 1986), deutsch-französischer Theater- und Filmschauspieler
- Armand de Périgord (* 1178), Großmeister des Templerordens
- Armand, Amédée (1807–1881), französischer Unternehmer
- Armand, Antoine (* 1991), französischer Politiker (LREM)
- Armand, Clotilde (* 1973), französisch-rumänische Unternehmerin und Politikerin (USR), MdEP
- Armand, Eilif (1921–1993), norwegischer Schauspieler und Lyriker
- Armand, Émile (1872–1962), Journalist, Schriftsteller und Anarchist
- Armand, Giuseppe, italienischer Skispringer
- Armand, Henri (1894–1972), französischer Autorennfahrer
- Armand, Inessa (1874–1920), französische RevolutionärinInessa Armand (1874–1920)

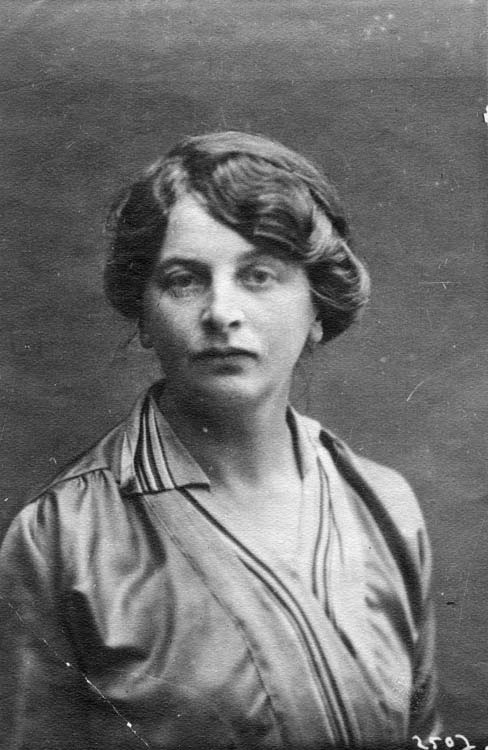
Inessa Armand (1874–1920)

- Armand, Jack (1898–1974), englischer Fußballspieler
- Armand, Jacques (1957–1991), französischer Comiczeichner
- Armand, Leanne (1968–2022), australische Meeresmikropaläontologin und Hochschullehrerin
- Armand, Louis (1854–1921), französischer Höhlenforscher
- Armand, Louis (1905–1971), französischer Politiker
- Armand, Marie-Paul (1946–2011), französische Schriftstellerin
- Armand, Michel (* 1946), französischer Elektrochemiker und Hochschullehrer
- Armand, Philo Paz (* 1996), indonesischer Automobilrennfahrer
- Armand, Sylvain (* 1980), französischer Fußballspieler
- Armand-Dailly (1777–1848), französischer Schauspieler
- Armand-Ugón, Enrique (1893–1984), uruguayischer Jurist und Richter am Internationalen Gerichtshof
- Armandinho (1891–1946), portugiesischer Gitarrist
- Armando (1929–2018), niederländischer Maler und AutorArmando (1929–2018)

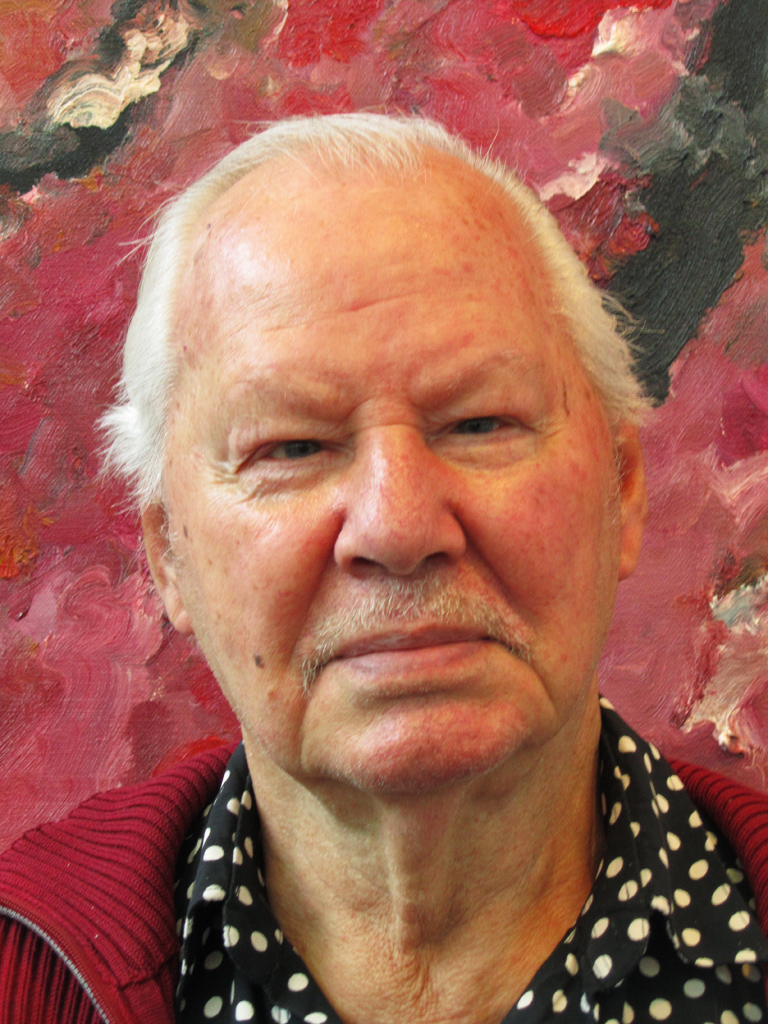
Armando (1929–2018)

- Armando (1970–1996), US-amerikanischer House-Produzent
- Armando Uriona, Adolfo (* 1955), argentinischer Ordensgeistlicher und Bischof von Villa de la Concepción del Río Cuarto
- Armando, Hugo (* 1978), US-amerikanischer Tennisspieler
- Armándola, José (1880–1949), deutscher Komponist
- Armanet, Juliette (* 1984), französische Sängerin und Schauspielerin
- Armangué, Manuel (1901–1985), spanischer Wasserballspieler
- Armani, Angelina (* 1987), amerikanische Pornodarstellerin und ein Fotomodell
- Armani, Franco (* 1986), argentinischer Fußballtorhüter
- Armani, Giorgio (* 1934), italienischer Modedesigner und UnternehmerGiorgio Armani (* 1934)

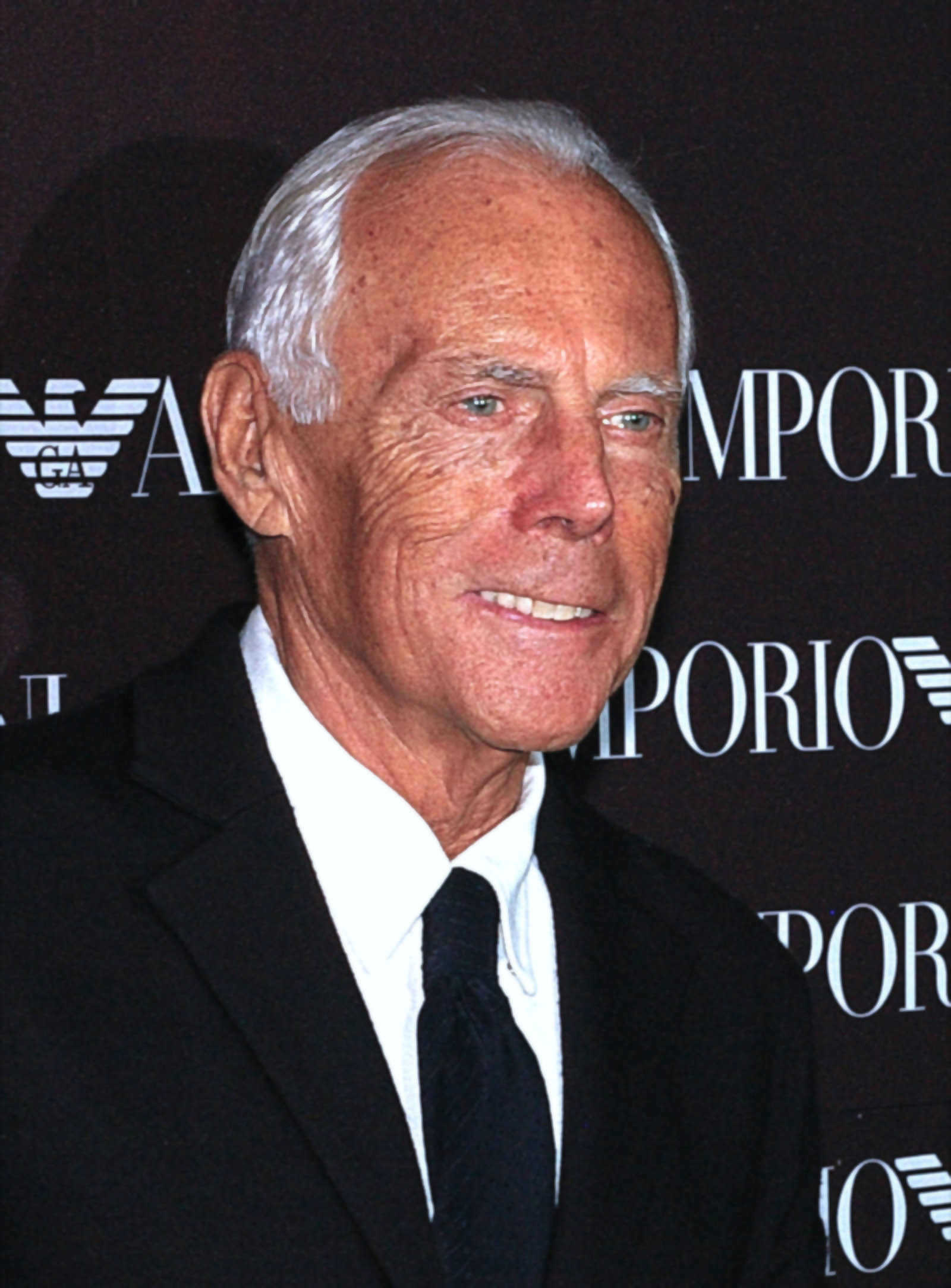
Giorgio Armani (* 1934)

- Armani, Horacio (1925–2013), argentinischer Journalist und Lyriker
- Armani, Luciano (1940–2023), italienischer Radrennfahrer
- Armann, Hugo (1917–1989), deutscher Angehöriger der Wehrmacht und Judenretter
- Armano, Gioacchino (1883–1965), italienischer Fußballspieler
- Armano, Mario (* 1946), italienischer Bobfahrer
- Armansperg, Franz von (1762–1839), bayerischer Aufklärer, Kirchenkritiker, Jurist und Politiker
- Armansperg, Joseph von (1787–1853), bayerischer und griechischer Staatsmann
- Armanto, Lizzie (* 1993), finnisch-amerikanische Skateboarderin
- Armaroli, Nicola (* 1966), italienischer Chemiker
- Armaroli, Sergio (* 1972), italienischer Jazz- und Improvisationsmusiker (Vibraphon, Schlagzeug, Komposition) und bildender Künstler
- Armas Pfirter, Frida María (* 1957), argentinische Juristin
- Armas, Alina (* 1983), namibische Marathonläuferin
- Armas, Ana de (* 1988), kubanisch-spanische SchauspielerinAna de Armas (* 1988)

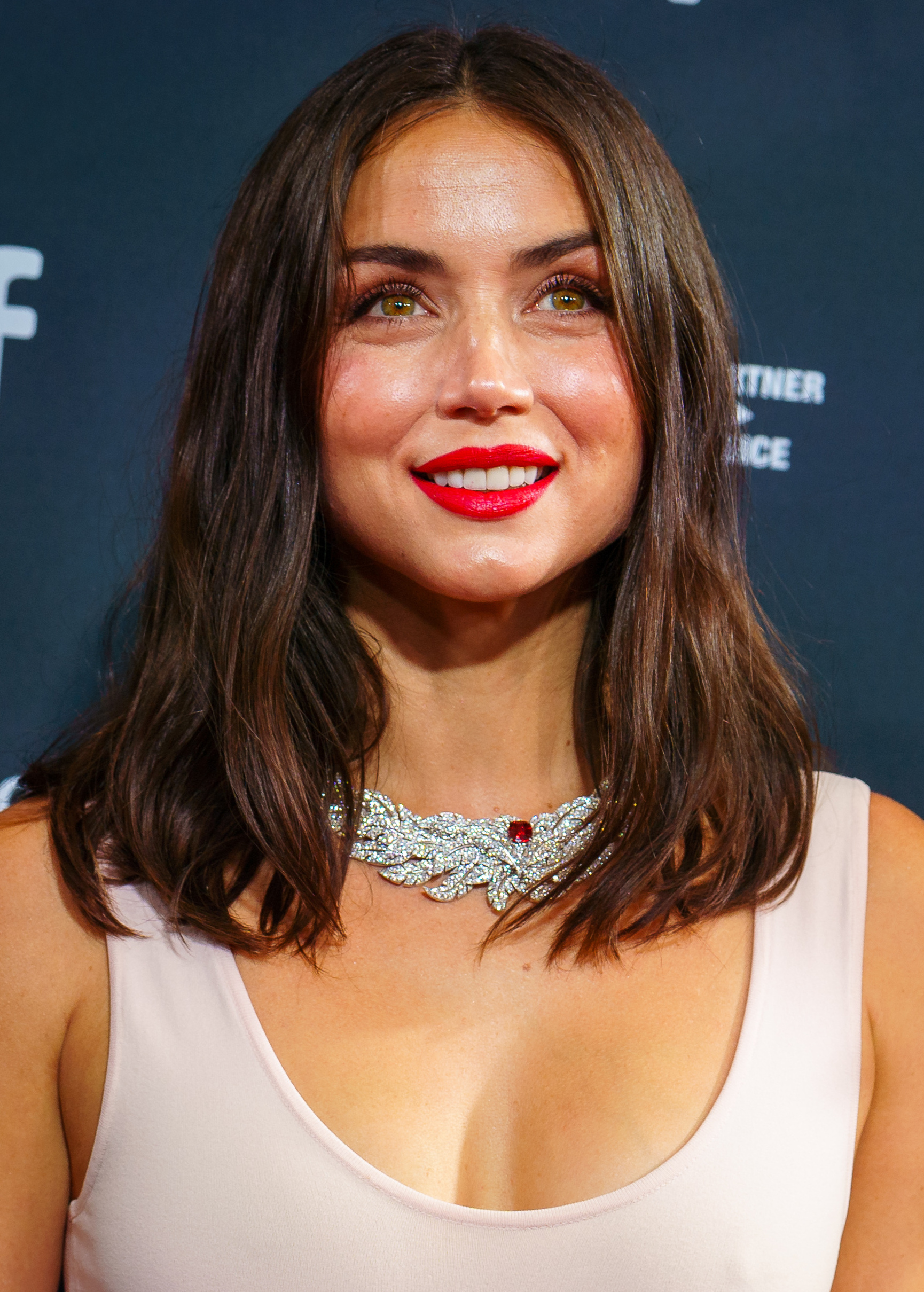
Ana de Armas (* 1988)

- Armas, Chris (* 1972), US-amerikanischer Fußballspieler und -trainer
- Armas, Christian (* 1986), mexikanischer Fußballspieler
- Armas, Dino (* 1941), uruguayischer Theaterregisseur und Dramaturg
- Armaș, Igor (* 1987), moldauischer Fußballspieler
- Armas, José de (* 1981), venezolanischer Tennisspieler
- Armas, Juan Ramon de (* 1922), uruguayischer Radrennfahrer
- Armas, Ricardo de (* 1957), argentinischer Cellist und Komponist
- Armășel, Dumitru (* 1901), rumänischer Rugbyspieler
- Armășescu, Mihaela (* 1963), rumänische Ruderin
- Armat, Thomas (1866–1948), US-amerikanischer Erfinder
- Armato, Sam (1916–2014), US-amerikanischer Swing-Musiker (Saxophon, Klarinette)
- Armatrading, Joan (* 1950), britische SängerinJoan Armatrading (* 1950)

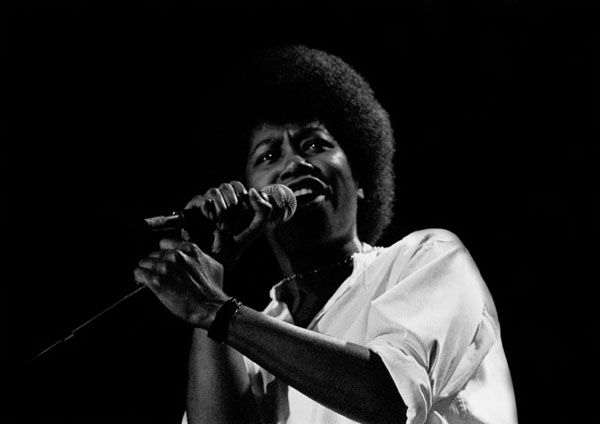
Joan Armatrading (* 1950)

- Armattoe, Raphael (1913–1953), ghanaischer Arzt, Autor und Poet
- Armatus († 477), byzantinischer Heermeister und Konsul

### Armb
- Armborst, Dagmar (* 1962), deutsche Fußballspielerin
- Armbrecht, Wilhelm (1898–1972), deutscher Politiker (SPD), MdL
- Armbrust, Barbara (* 1963), kanadische Ruderin
- Armbrust, Horst (* 1933), deutscher Politiker (FDP) und Bürgermeister von Neckarwestheim
- Armbrust, Joachim (* 1958), deutscher Sozialpädagoge und Sachbuchautor
- Armbrust, Karl (1849–1896), deutscher Organist und Komponist
- Armbrust, Karl (1867–1928), deutscher Maler
- Armbrust, Walter (1882–1941), deutscher Organist und Dirigent
- Armbruster, Adolf (1890–1972), deutscher Landwirt
- Armbruster, Adolf (1941–2001), rumänischer Historiker siebenbürgisch-sächsischer Herkunft
- Armbruster, Benjamin (* 1946), rumänisch-deutscher Schauspieler, Stuntmann und Choreograph
- Armbruster, Charlotte (1886–1970), deutsche Kommunalpolitikerin
- Armbrüster, Christian (* 1964), deutscher Jurist und Hochschullehrer
- Armbruster, Claudius (* 1952), deutscher Romanist
- Armbruster, Emil (1843–1908), deutscher Jurist und badischer Landtagsabgeordneter
- Armbruster, Hermann, deutscher Fußballspieler
- Armbruster, Hubert (1779–1846), preußischer Posthalter und Politiker
- Armbruster, Hubert (1911–1995), deutscher Jurist, Professor für Verwaltungsrecht
- Armbruster, Jen (* 1975), US-amerikanische Goalballspielerin
- Armbruster, Johann Michael (1761–1814), Schriftsteller, Publizist und Hofsekretär
- Armbruster, Jörg (* 1947), deutscher Journalist
- Armbrüster, Judith (1950–2013), deutsche Schauspielerin
- Armbruster, Klaus (* 1942), deutscher Künstler und Medienschaffender
- Armbrüster, Klaus (* 1945), deutscher Jurist und ehemaliger Richter am Bundesarbeitsgericht
- Armbruster, Kurt (1932–2019), Schweizer Fussballspieler
- Armbruster, Leopold (1862–1936), deutscher akademischer Bildhauer
- Armbruster, Luca Nik (* 2001), deutscher SchwimmerLuca Nik Armbruster (* 2001)

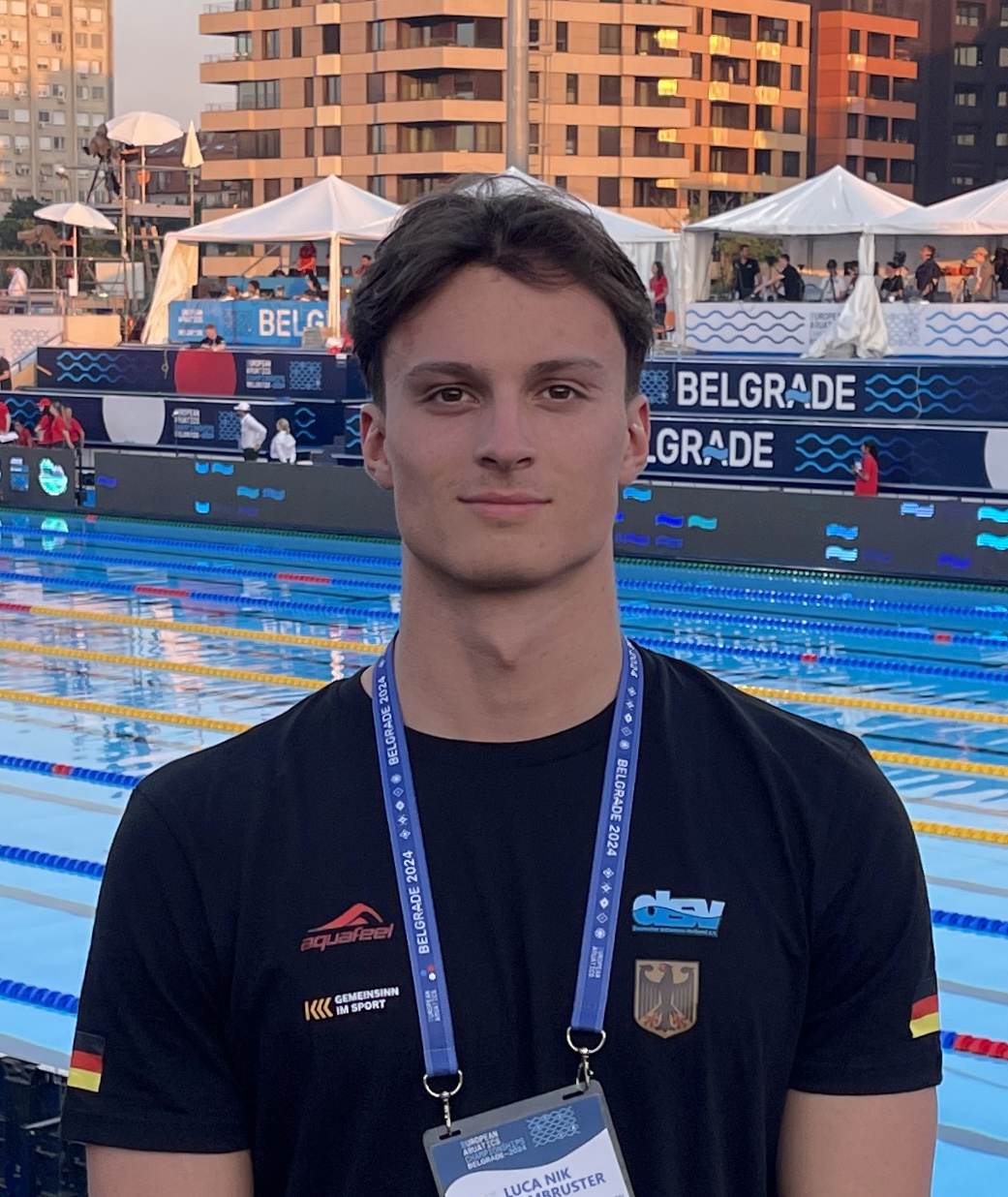
Luca Nik Armbruster (* 2001)

- Armbruster, Ludvík (1928–2021), österreichischer Ordensgeistlicher und Philosoph
- Armbruster, Ludwig (1886–1973), deutscher Zoologe
- Armbruster, Max (1886–1945), Opfer des Nationalsozialismus
- Armbruster, Nathalie (* 2006), deutsche Nordische KombiniererinNathalie Armbruster (* 2006)

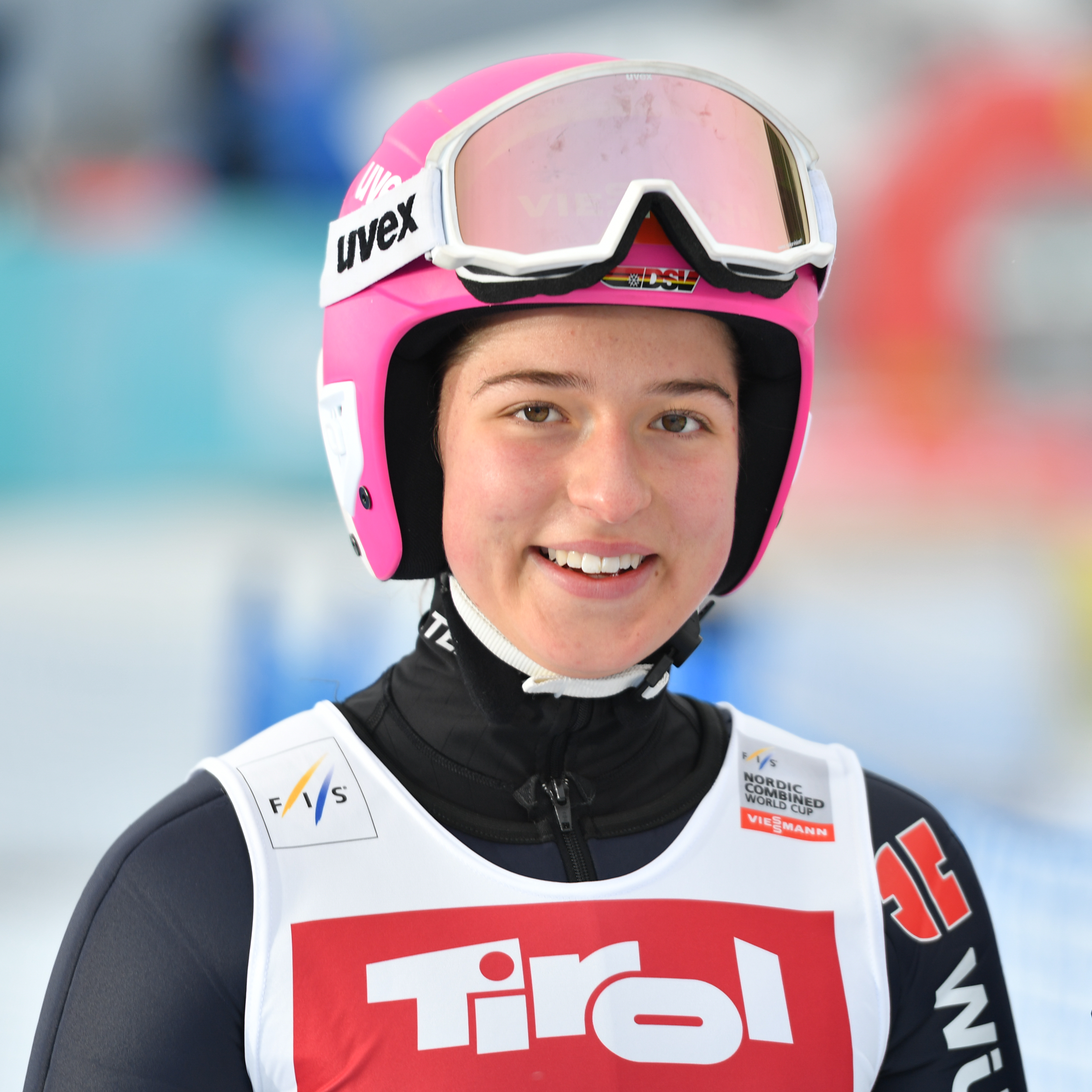
Nathalie Armbruster (* 2006)

- Armbruster, Nicole (* 1975), deutsche Drehbuchautorin und Dramaturgin
- Armbruster, Peter (1931–2024), deutscher Physiker
- Armbruster, Robert (1896–1994), US-amerikanischer Komponist
- Armbruster, Stefan (* 1953), deutscher Ruderer
- Armbrüster, Thomas, deutscher Autor
- Armbruster, Thomas (* 1950), Schweizer Mineraloge
- Armbrüster, Thomas (* 1968), deutscher Wirtschaftswissenschaftler
- Armbruster, Wilhelm Heinrich (1827–1848), deutscher Raubmörder
- Armbruster, Wolf (* 1962), deutscher Basketballspieler

### Arme
- Armée, Sander (* 1985), belgischer Radrennfahrer
- Armel-Beaufils, Émile-Jean (1882–1952), französischer Bildhauer
- Armelle (* 1969), französische Schauspielerin
- Armellini Pantalassi de’ Medici, Francesco (1470–1528), italienischer Kardinal und Erzbischof
- Armellini, Carlo (1777–1863), italienischer Politiker und Jurist; Regent der Römischen Republik (1849)
- Armellini, Domenico (1769–1828), italienischer römisch-katholischer Geistlicher und Bischof von Terni
- Armellini, Giuseppe (1887–1958), italienischer Astronom
- Armellini, Leonora (* 1992), italienische Pianistin
- Armellini, Mariano (1852–1896), italienischer Archäologe und Historiker
- Armellino, John (1921–2004), US-amerikanischer Soldat und Politiker
- Armen, Jacob (* 1982), US-amerikanischer Schlagzeuger
- Armen, Rosy (* 1939), französische Sängerin
- Armenaki, Arledge (* 1949), US-amerikanischer Kameramann und Hochschullehrer
- Armenante, Jillian (* 1968), US-amerikanische Theater-, Film- und Fernsehschauspielerin
- Armenatzoglou, Aggelis (* 1979), griechischer Bahn- und Straßenradrennfahrer
- Armendáriz Jiménez, Faustino (* 1955), mexikanischer Geistlicher und römisch-katholischer Erzbischof von Durango
- Armendáriz, Beatriz (* 1959), mexikanische Wirtschaftswissenschaftlerin
- Armendariz, Beulah (* 1929), US-amerikanische Badmintonspielerin
- Armendáriz, José de (1670–1740), spanischer Grande, Vizekönig von Peru
- Armendáriz, Montxo (* 1949), baskischer Filmregisseur und Drehbuchautor
- Armendáriz, Pedro (1912–1963), mexikanischer Schauspieler
- Armendáriz, Pedro junior (1940–2011), mexikanischer SchauspielerPedro Armendáriz junior (1940–2011)

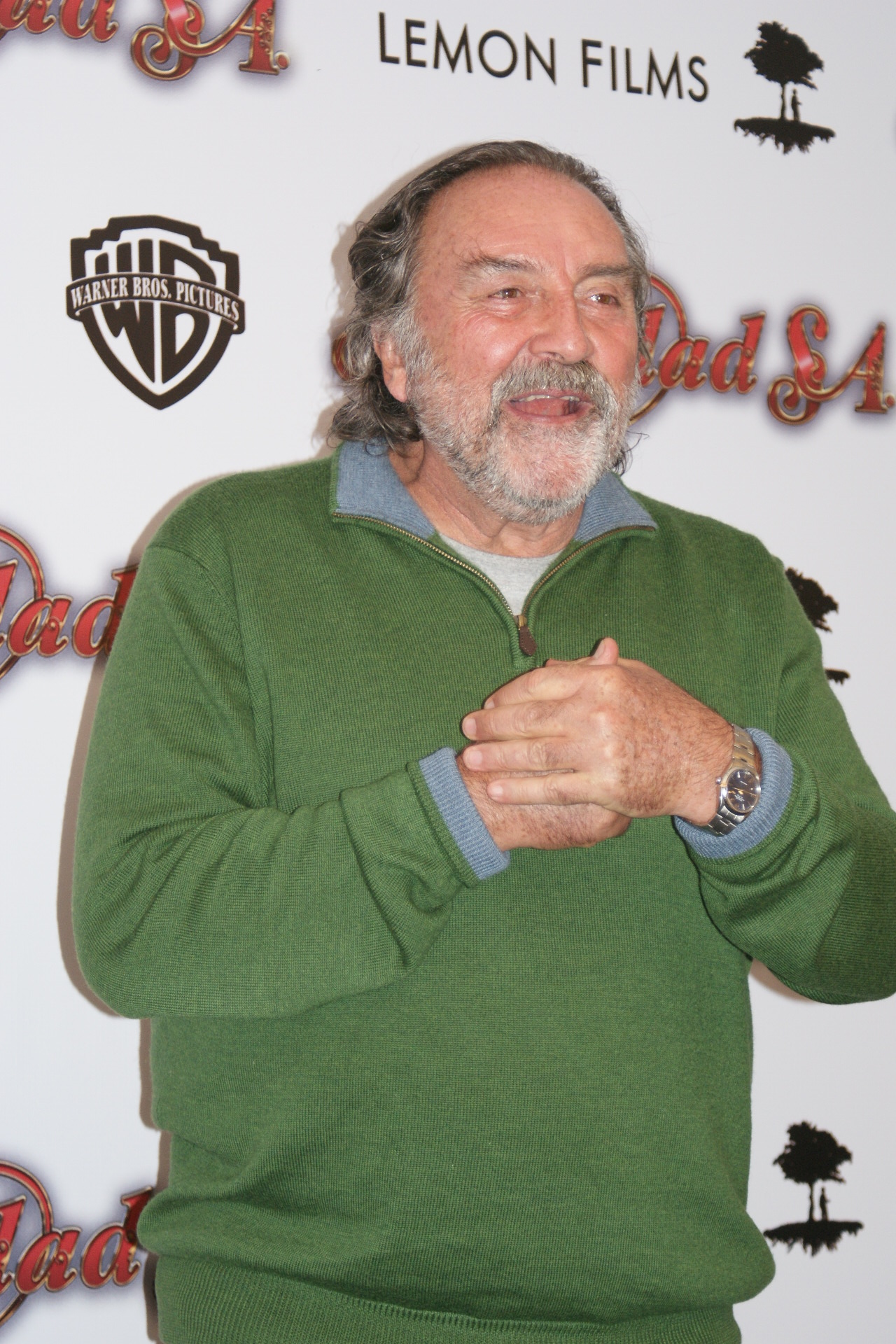
Pedro Armendáriz junior (1940–2011)

- Armengaud, André (1920–1980), französischer Historiker
- Armengaud, Paul-François-Maurice (1879–1970), französischer General
- Armengol, Graf von Rouergue
- Armenise, Victor (1896–1957), italienischer Kameramann
- Arment, Marco (* 1982), amerikanischer Webdesigner und Autor
- Armenta, Carlos (* 1990), mexikanischer Speerwerfer
- Armenta, Everardo, junior (* 1968), mexikanischer Boxer im Halbschwergewicht
- Armentano, Anthony J. (1916–1987), US-amerikanischer Politiker
- Armentero, Marie-Thérèse (* 1965), Schweizer Schwimmerin
- Armenteros, Chocolate (1928–2016), kubanischer Trompeter
- Armenteros, Rafael (1922–2004), spanischer Teilchenphysiker
- Armenteros, Samuel (* 1990), schwedischer Fußballspieler
- Armentrout, Jennifer (* 1980), US-amerikanische AutorinJennifer Armentrout (* 1980)

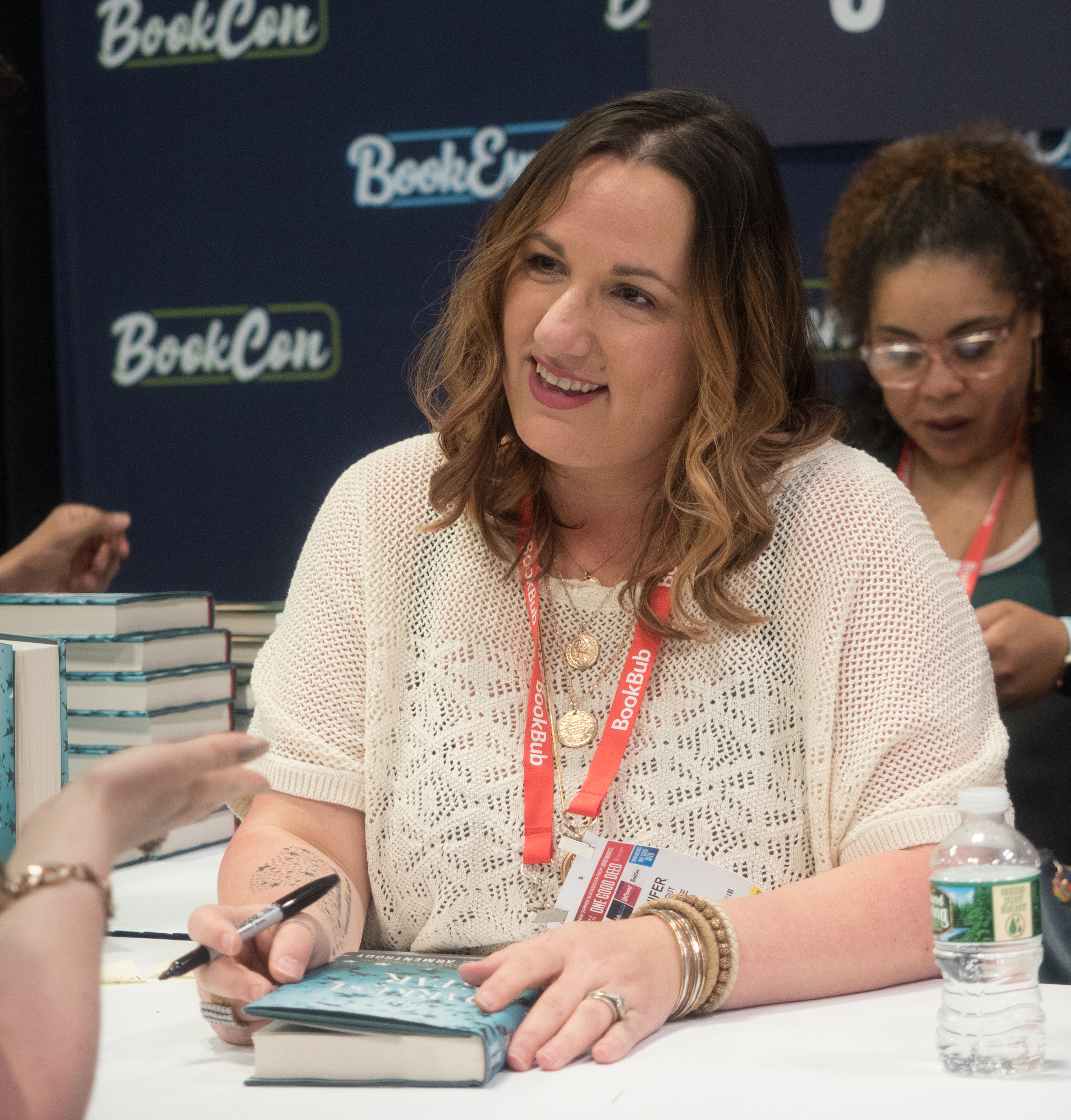
Jennifer Armentrout (* 1980)

- Armenulić, Silvana (1939–1976), jugoslawische Folk-Sängerin
- Armer, Alan A. (1922–2010), US-amerikanischer Fernsehproduzent
- Armer, Jacque Lynn (* 1997), US-amerikanische Volleyballspielerin
- Armer, Karl Michael (* 1950), deutscher Schriftsteller und Herausgeber
- Armer, Laura Adams (1874–1963), US-amerikanische Malerin, Fotografin, Filmemacherin und Autorin
- Armero Peñaranda, Francisco (1804–1866), spanischer Ministerpräsident
- Armero, Pablo (* 1986), kolumbianischer Fußballspieler
- Armes, Ivan (1924–2015), englischer Fußballspieler
- Armes, Jay J. (1932–2024), US-amerikanischer Privatdetektiv
- Armesto Armesto, Ramiro (1905–1936), spanischer Politiker
- Armesto, Sebastian (* 1982), britischer Film-, Fernseh- und Theaterschauspieler
- Armet, Juan (1895–1956), spanischer Fußballspieler und -trainer
- Armetta, Henry (1888–1945), italienisch-amerikanischer Schauspieler
- Armey, Dick (* 1940), US-amerikanischer Politiker (Republikaner) und Ökonom

### Armf
- Armfeld, Alexander Ossipowitsch (1806–1868), russischer Mediziner
- Armfelt, Alexandrine (1866–1933), russische bzw. sowjetische Komponistin
- Armfelt, Carl Gustaf (1666–1736), schwedischer General
- Armfelt, Gustaf Mauritz (1757–1814), finnlandschwedischer Staatsmann, Militär und Diplomat
- Armfield, Billy (1903–1985), englischer Fußballspieler
- Armfield, Jasmine (* 1998), britische Schauspielerin
- Armfield, Jimmy (1935–2018), englischer Fußballspieler und -trainer
- Armfield, Maxwell (1881–1972), britischer Maler
- Armfield, Robert Franklin (1829–1898), US-amerikanischer Politiker

### Armg
- Armgard († 1584), Gräfin von Rietberg
- Armgardt, Matthias (* 1968), deutscher Jurist und Hochschullehrer
- Armgort, Karl-Eddi (1925–2011), deutscher Politiker (SPD), MdBB
- Armgren, Ted (* 1988), schwedischer Biathlet

### Armi
- Armi, Frank (1918–1992), US-amerikanischer Rennfahrer
- Armi, Koorosh (* 1986), deutscher Politiker (SPD), MdHB
- Armia, Joel (* 1993), finnischer Eishockeyspieler
- Armidale-Maler, apulischer Vasenmaler
- Armiger, Katie (* 1991), amerikanische Countrysängerin
- Armik, Flamenco-Gitarrist
- Armin, Adele (1945–2022), kanadische Geigerin und Musikpädagogin
- Armin, Josef (1858–1925), österreichischer Coupletsänger, Bühnen- und Liedautor
- Armin, Otto (* 1943), kanadischer Geiger und Musikpädagoge
- Armin, Robert (1563–1615), englischer Komödiant
- Armiñán, Jaime de (1927–2024), spanischer Filmregisseur und Autor
- Armindo, Antonino, osttimoresischer Politiker
- Armindo, Nicolas (* 1982), französischer Automobilrennfahrer
- Arming, Christian (* 1971), österreichischer Dirigent
- Arming, Friedrich Wilhelm (1805–1864), österreichischer Mediziner und Schriftsteller
- Armingeon, Klaus (* 1954), deutscher Politologe
- Arminger, Gerhard (* 1949), österreichischer Sozialforscher, Statistiker und Unternehmer
- Armingol, Benito (1919–1971), chilenischer Fußballspieler
- Armington, Caroline (1875–1939), kanadische Malerin und Druckgrafikerin
- Armington, Frank (1876–1941), kanadischer Maler und Grafiker
- Arminius, Fürst der Cherusker, besiegte 9 n. Chr. die RömerArminius

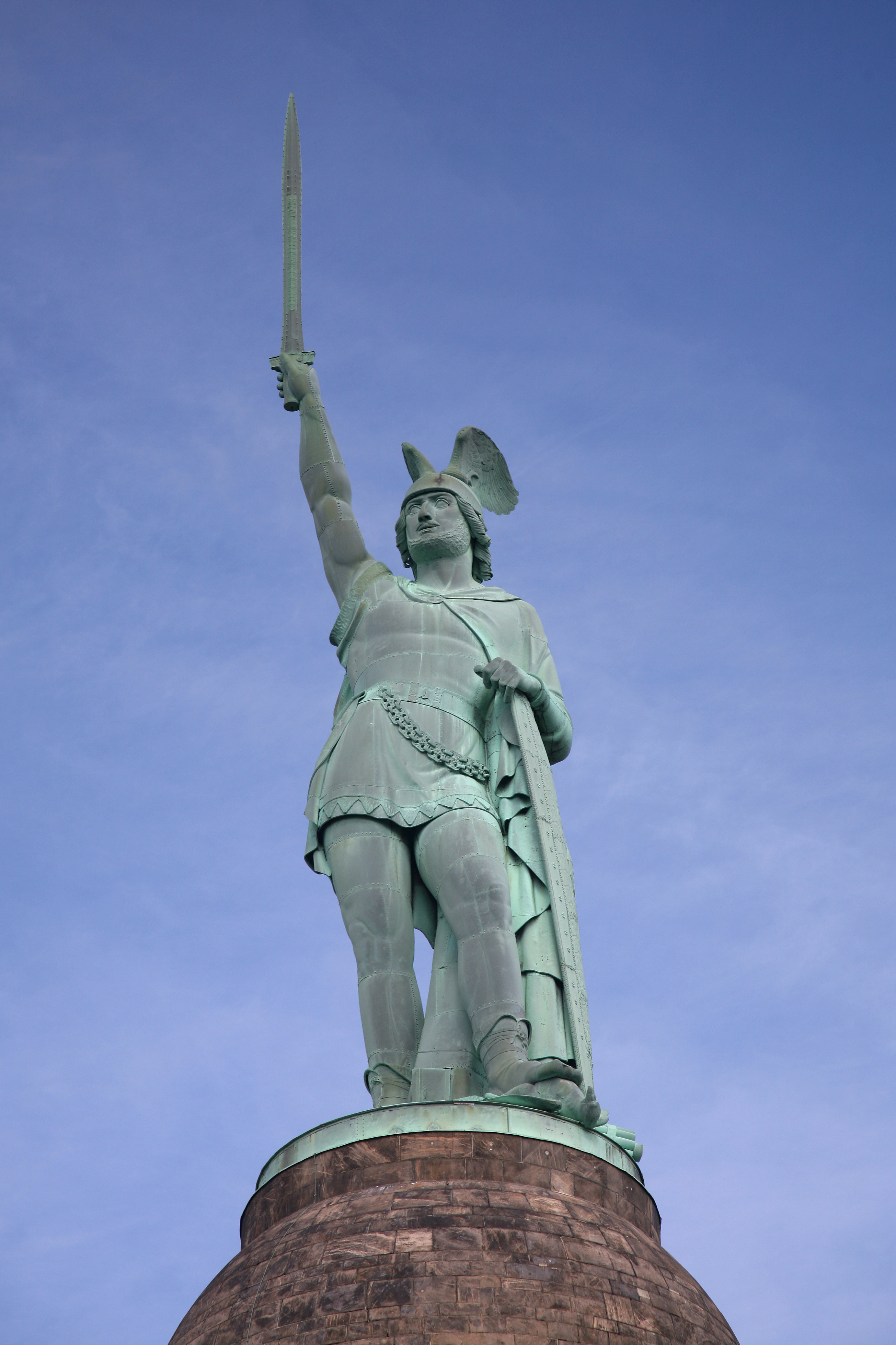
Arminius

- Arminius Gallus, Gaius, römischer Suffektkonsul (120)
- Arminius, Christian Wilhelm (1861–1917), deutscher Schriftsteller und Gymnasialprofessor
- Arminius, Hildegard (1891–1968), deutsche Malerin und Zeichnerin
- Arminius, Jacobus (1560–1609), niederländischer protestantischer Theologe, Begründer des Arminianismus
- Armirail, Bruno (* 1994), französischer Radrennfahrer
- Armisen, Fred (* 1966), US-amerikanischer Schauspieler, Komiker und Musiker
- Armistead, George (1780–1818), Lieutenant Colonel der US Army
- Armistead, Lewis Addison (1817–1863), amerikanischer Offizier, Brigadegeneral im Sezessionskrieg
- Armit, Elle (* 1991), australische Wasserballspielerin
- Armit, Ian (1929–1992), britischer Blues- und Jazzpianist
- Armitage, Aileen (* 1930), britische Schriftstellerin
- Armitage, Albert (1864–1943), schottischer Polarforscher
- Armitage, Andy (* 1968), englischer Fußballspieler
- Armitage, Cecil Hamilton (1869–1933), britischer Kolonialoffizier; Gouverneur Gambia
- Armitage, Clement (1881–1973), britischer General
- Armitage, David (* 1965), britischer Historiker
- Armitage, Dennis (1928–2005), britischer Saxofonist und Maler
- Armitage, Edward (1817–1896), englischer Historienmaler
- Armitage, Edward (1822–1906), englischer Botaniker
- Armitage, Ella Sophia (1841–1931), englische Historikerin und Archäologin
- Armitage, Frederick S. (1874–1933), US-amerikanischer Kameramann, Regisseur und Filmproduzent
- Armitage, Heather (* 1933), britische Leichtathletin und Olympiateilnehmerin
- Armitage, Iain (* 2008), US-amerikanischer SchauspielerIain Armitage (* 2008)

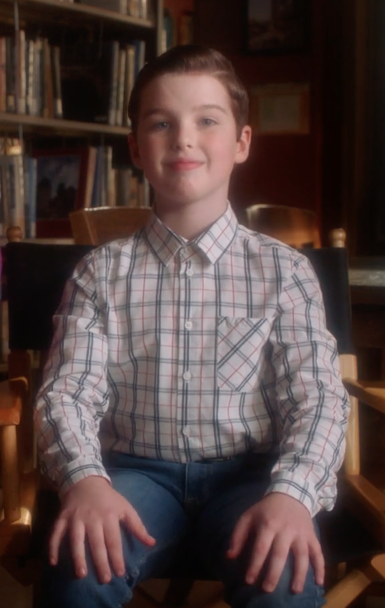
Iain Armitage (* 2008)

- Armitage, Kenneth (1916–2002), britischer Bildhauer
- Armitage, Megan (* 1996), irische Radrennfahrerin
- Armitage, Michael (* 1949), australischer Politiker (Liberal Party)
- Armitage, Michael (* 1984), britisch-kenianischer Maler
- Armitage, Miles, australischer Diplomat
- Armitage, Peter (1939–2018), britischer Schauspieler
- Armitage, Richard (1945–2025), US-amerikanischer Politiker, Vizeaußenminister der Vereinigten Staaten
- Armitage, Richard (* 1971), britischer Theater- und FilmschauspielerRichard Armitage (* 1971)

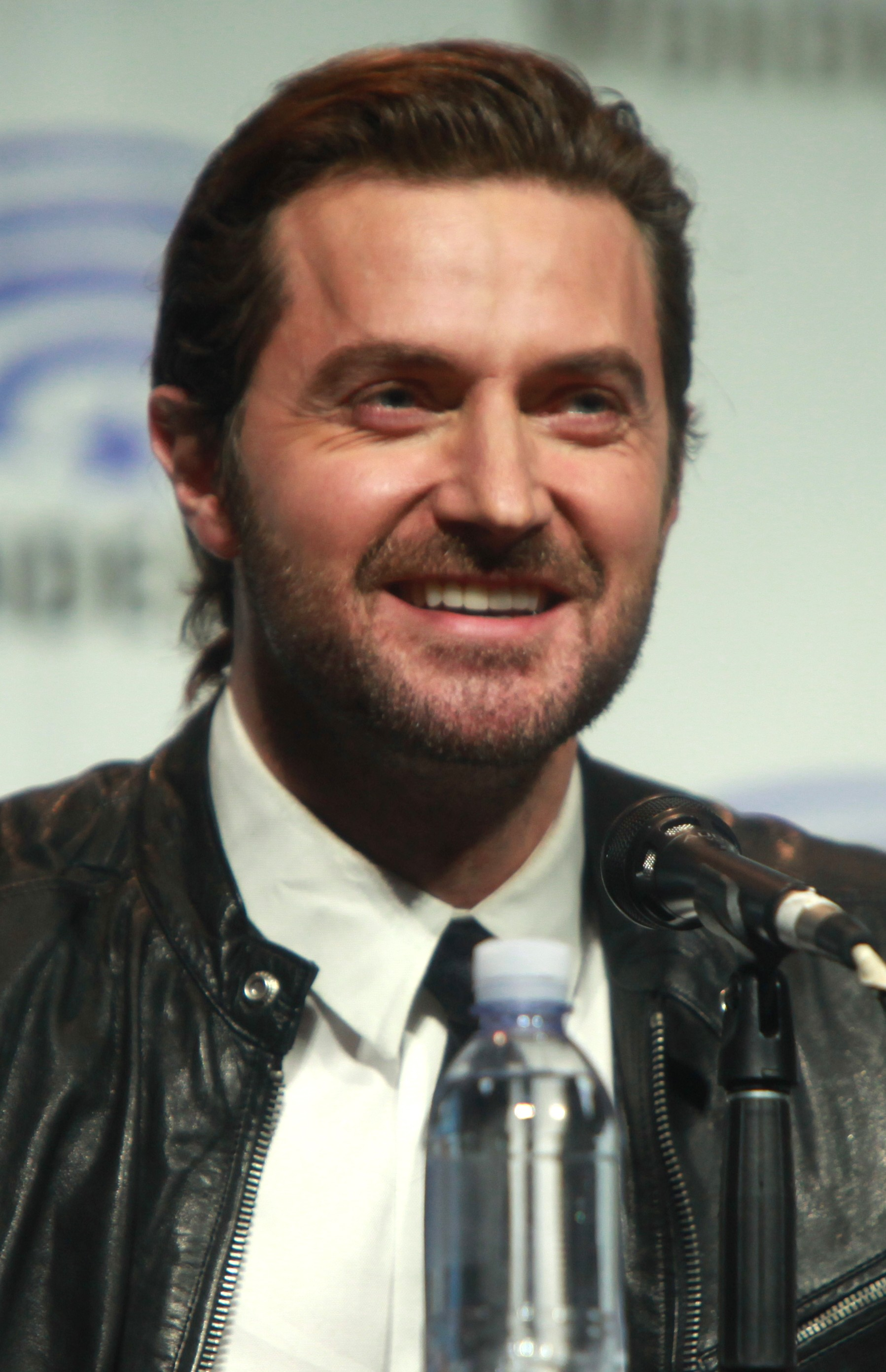
Richard Armitage (* 1971)

- Armitage, Robert Perceval (1906–1990), britischer Kolonialverwalter
- Armitage, Serena, britische Produzentin für Film und Fernsehen
- Armitage, Stan (1919–1997), englischer Fußballspieler
- Armitage, Thomas Rhodes (1824–1890), Gründer des Royal National Institute of the Blind
- Armitano, Mathilde (* 1997), französische Tennisspielerin
- Armitano, Pablo (1924–1998), venezolanischer Trompeter, Militärkapellmeister und Musikpädagoge
- Armitstead, George (1847–1912), russischer Ingenieur, Unternehmer und der vierte Bürgermeister Rigas
- Armitt, John (* 1946), britischer Bauingenieur und Manager
- Armitt, Tom (1904–1972), englischer Fußball- und Rugbyspieler

### Armk
- Armknecht, Martin (* 1962), deutscher Schauspieler
- Armknecht, Otto (1853–1908), deutscher evangelischer Armenpastor und Wohltäter

### Arml
- Armleder, John M. (* 1948), Schweizer KonzeptkünstlerJohn M. Armleder (* 1948)

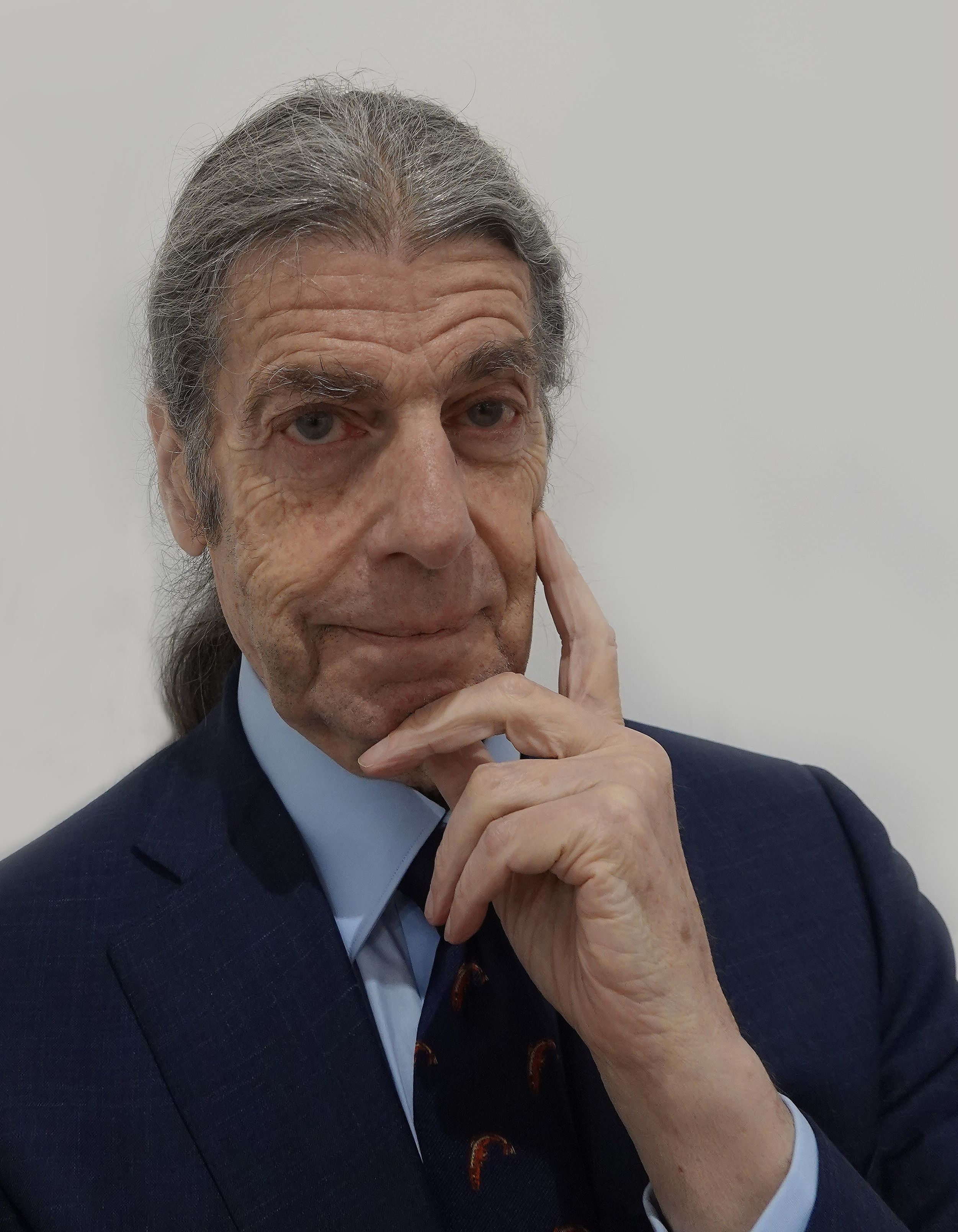
John M. Armleder (* 1948)

### Armo
- Armon, Dan (* 1948), israelischer Dichter und Sachverständiger für die Alexander-Technik
- Armon-Jones, Joe (* 1994), britischer Fusionmusiker (Keyboards, Komposition)
- Armonaitė, Aušrinė (* 1989), litauische liberale Politikerin
- Armonat, Gunter (* 1944), deutscher Verwaltungsbeamter und Politiker
- Armone, Joseph (1917–1992), US-amerikanischer Gangster
- Armoni, Dafna (* 1956), israelische Sängerin, Schauspielerin und Künstlerin
- Armora y González, Serafín María (1876–1955), mexikanischer Geistlicher, römisch-katholischer Bischof von Ciudad Victoria-Tamaulipas
- Armougom, Yoël (* 1998), französischer Fußballspieler
- Armour, Agnes (* 1975), ungarisch-amerikanische Handballspielerin
- Armour, Jenner (1932–2001), dominicanischer Politiker
- Armour, John Douglas (1830–1903), kanadischer Jurist
- Armour, Norman (1887–1982), US-amerikanischer Diplomat, Botschafter in Argentinien, Chile, Guatemala, Spanien und Venezuela, Gesandter in Haiti und Kanada, Assistant Secretary of State
- Armour, Tommy (1894–1968), schottisch-US-amerikanischer Golfspieler
- Armoush, Tamara (* 1992), jordanische Leichtathletin britischer Herkunft
- Armouti, Nazzal al- (1924–2015), jordanischer Politiker, Diplomat und Bankmanager
- Armowitz, Johann Hinrich († 1770), deutscher Metall- und Glockengießer

### Arms
- Arms, Georg (* 2006), deutscher Schauspieler
- Armsby, Henry Prentiss (1853–1921), US-amerikanischer Agrarwissenschaftler
- Armsdorff, Andreas (1670–1699), deutscher Komponist und Organist
- Armson, Herbert (* 1875), englischer Fußballspieler
- Armson, William († 1883), neuseeländischer Architekt
- Armstark, Richard (* 1947), österreichischer Maschinenbauer und Antiquitätenhändler
- Armstead, Arik (* 1993), US-amerikanischer American-Football-SpielerArik Armstead (* 1993)

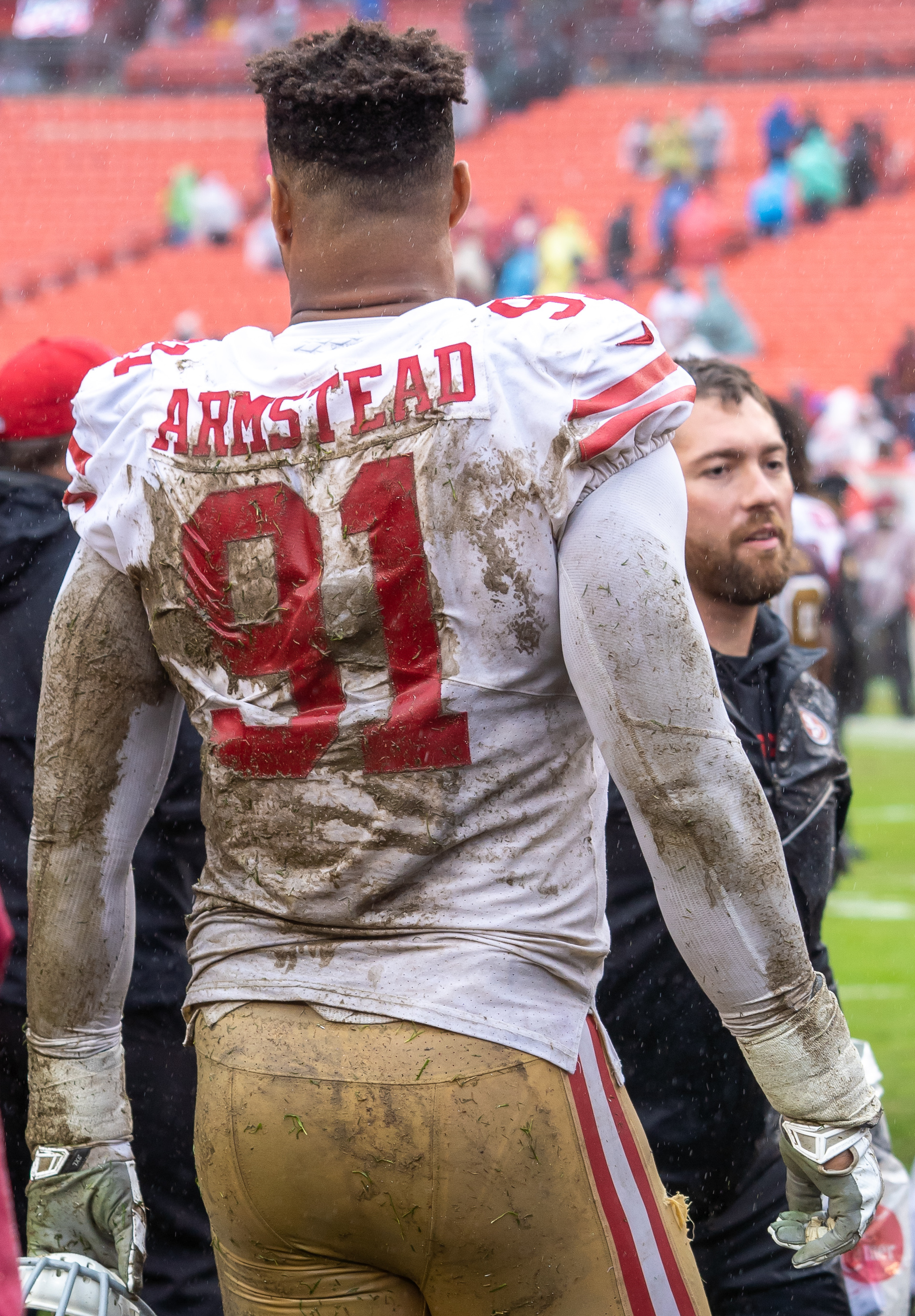
Arik Armstead (* 1993)

- Armstead, Henry Hugh (1828–1905), englischer Bildhauer, Metallkünstler und Illustrator
- Armstead, Izora († 2004), US-amerikanische Sängerin
- Armstead, John (* 1944), irischer Schauspieler
- Armstead, Ray (* 1960), US-amerikanischer Leichtathlet und Olympiasieger
- Armstead, Ryquell (* 1996), US-amerikanischer American-Football-Spieler
- Armstead, Terron (* 1991), US-amerikanischer American-Football-Spieler
- Armstedt, Richard (1851–1931), deutscher Philologe
- Armster, Otto (1891–1957), deutscher Oberst und Widerstandskämpfer
- Armstroff, Klaus (* 1957), deutscher Politiker (NPD), Elektriker und Neonazi
- Armstrong, Aaron (* 1977), Sprinter aus Trinidad und Tobago
- Armstrong, Adam (1762–1818), britisch-russischer Metallurg
- Armstrong, Adam (* 1997), englischer Fußballspieler
- Armstrong, Ainsley (* 1952), Sprinter aus Trinidad und Tobago
- Armstrong, Alexander (1818–1899), irischer Arzt in der Royal Navy
- Armstrong, Alexander (* 1970), britischer Schauspieler, Fernsehmoderator und Komiker
- Armstrong, Alia (* 2000), US-amerikanische Hürdenläuferin
- Armstrong, Alun (* 1946), britischer Film- und TheaterschauspielerAlun Armstrong (* 1946)

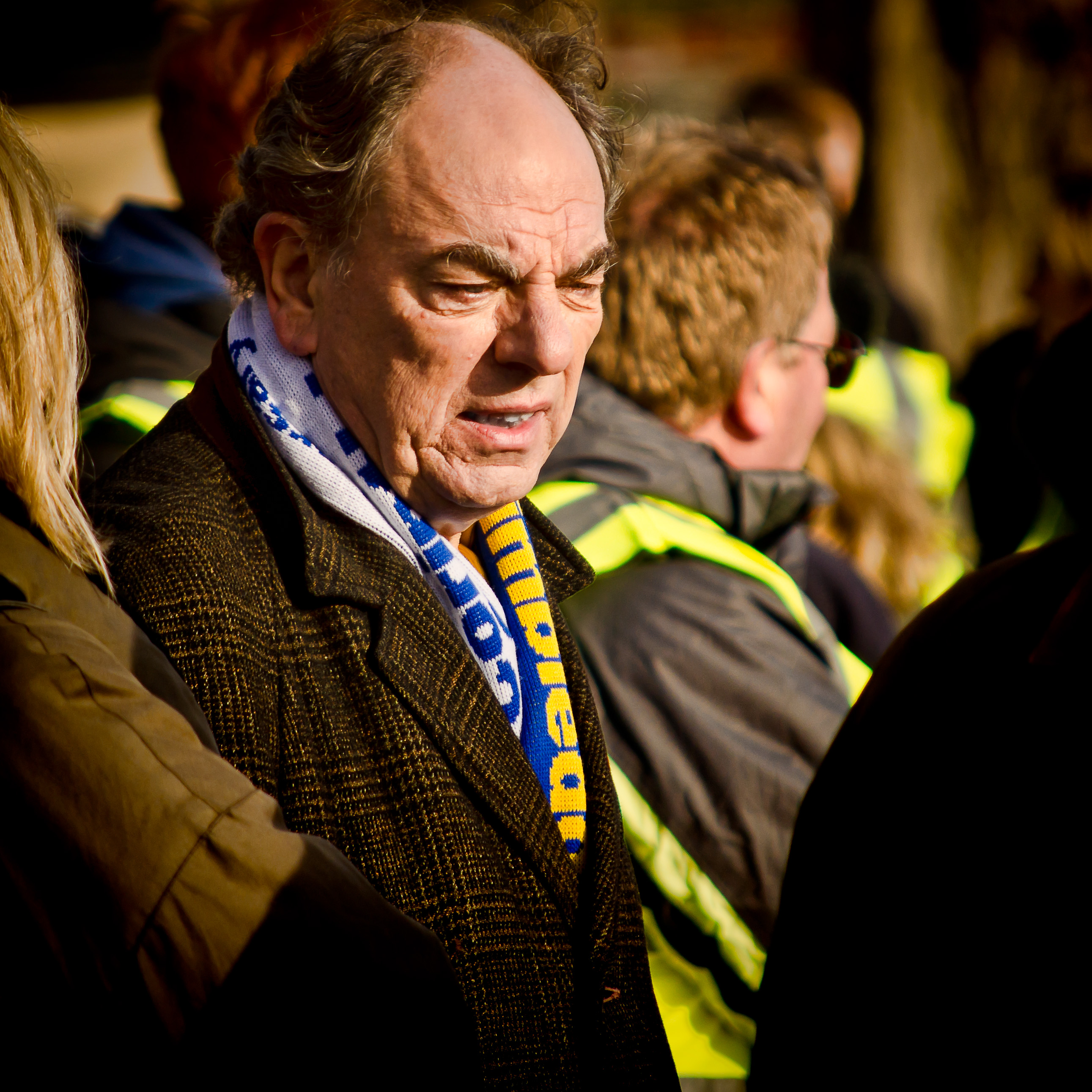
Alun Armstrong (* 1946)

- Armstrong, Angus (* 1997), australischer Stabhochspringer
- Armstrong, Anne (1927–2008), US-amerikanische Diplomatin und Politikerin
- Armstrong, Arthur Hilary (1909–1997), britischer klassischer Philologe und Philosophiehistoriker
- Armstrong, B. J. (* 1967), US-amerikanischer Basketballspieler
- Armstrong, Bertram (1893–1971), südafrikanischer Offizier
- Armstrong, Bess (* 1953), US-amerikanische Schauspielerin
- Armstrong, Beulah (1895–1965), US-amerikanische Mathematikerin und Hochschullehrerin
- Armstrong, Bill (* 1970), kanadischer Eishockeyspieler, -trainer und -funktionär
- Armstrong, Billie Joe (* 1972), US-amerikanischer MusikerBillie Joe Armstrong (* 1972)

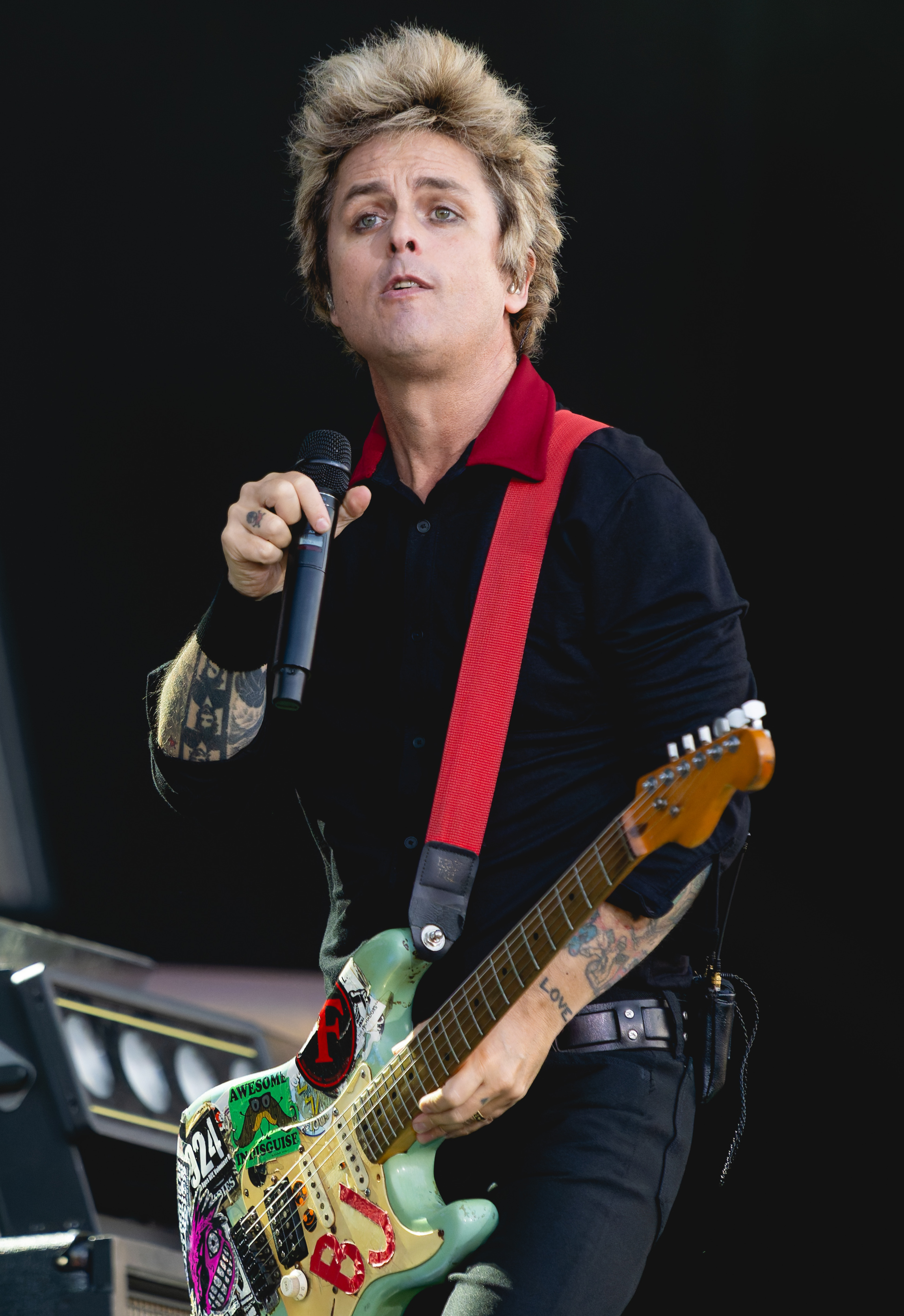
Billie Joe Armstrong (* 1972)

- Armstrong, Brad (* 1965), kanadischer Pornodarsteller, -regisseur und -produzent
- Armstrong, Brian (* 1983), amerikanischer Unternehmer, Investor, Geschäftsführer und Co-Gründer von Coinbase
- Armstrong, Bruce (* 1965), US-amerikanischer American-Football-Spieler
- Armstrong, Campbell (1944–2013), britischer Schriftsteller
- Armstrong, Charles (1881–1952), US-amerikanischer Ruderer
- Armstrong, Charles (1886–1967), US-amerikanischer Arzt und Virologe
- Armstrong, Charlotte (1905–1969), US-amerikanische Schriftstellerin
- Armstrong, Chief (1930–2021), kanadischer Eishockeyspieler
- Armstrong, Chris (* 1971), englischer Fußballspieler
- Armstrong, Chris (* 1975), kanadischer Eishockeyspieler
- Armstrong, Clay (* 1934), US-amerikanischer Physiologe
- Armstrong, Colby (* 1982), kanadischer Eishockeyspieler
- Armstrong, Craig (* 1959), schottischer Musiker und Komponist

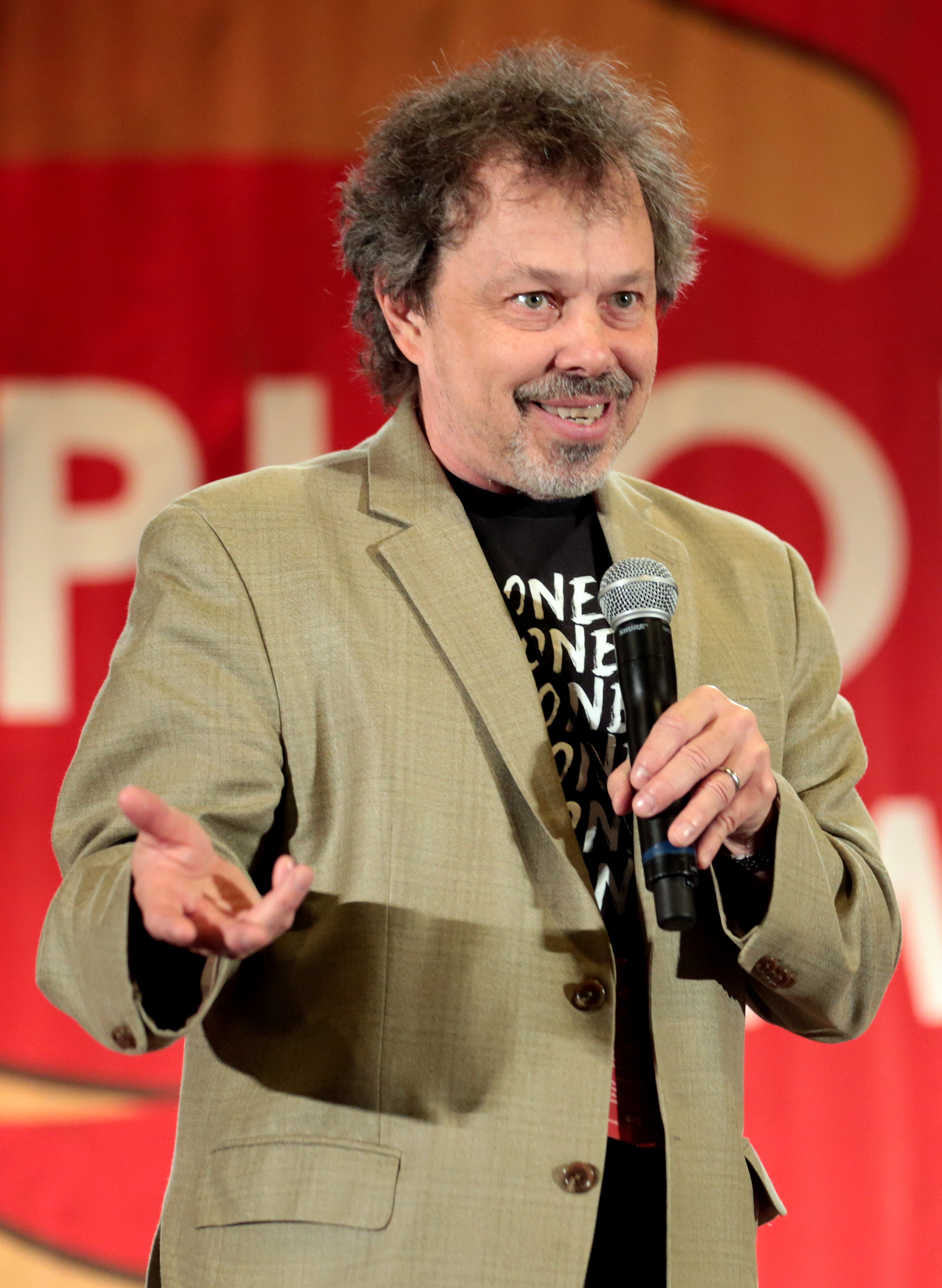
Curtis Armstrong (* 1953)

- Armstrong, Curtis (* 1953), US-amerikanischer SchauspielerCurtis Armstrong (* 1953)
- Armstrong, Dan (* 1953), US-amerikanischer Perkussionist und Musikpädagoge
- Armstrong, Daniel (* 1997), schottischer Fußballspieler
- Armstrong, Daniel W. (* 1949), US-amerikanischer Chemiker
- Armstrong, Darrell (* 1968), US-amerikanischer Basketballspieler
- Armstrong, Dave, kanadischer House-Produzent und DJ
- Armstrong, David (1954–2014), amerikanischer Fotograf
- Armstrong, David H. (1812–1893), US-amerikanischer Politiker (Demokratische Partei)
- Armstrong, David Lee (1955–2021), US-amerikanischer Boxer
- Armstrong, David Malet (1926–2014), australischer Philosoph und Hochschullehrer
- Armstrong, Debbie (* 1963), US-amerikanische Skirennläuferin
- Armstrong, Debra (* 1954), US-amerikanische Sprinterin
- Armstrong, Derek (* 1973), kanadischer Eishockeyspieler
- Armstrong, Desmond (* 1964), US-amerikanischer Fußballspieler
- Armstrong, Doug (* 1964), kanadischer Eishockeyfunktionär
- Armstrong, Duncan (* 1968), australischer Schwimmer
- Armstrong, Dylan (* 1981), kanadischer Kugelstoßer
- Armstrong, Edward Cooke (1871–1944), US-amerikanischer Romanist und Mediävist
- Armstrong, Edwin Howard (1890–1954), US-amerikanischer Elektroingenieur, Radiotechniker und Erfinder
- Armstrong, Eileen (1894–1981), britische Wasserspringerin
- Armstrong, Elizabeth (* 1983), US-amerikanische Wasserballspielerin
- Armstrong, Emily (* 1986), US-amerikanische MusikerinEmily Armstrong (* 1986)

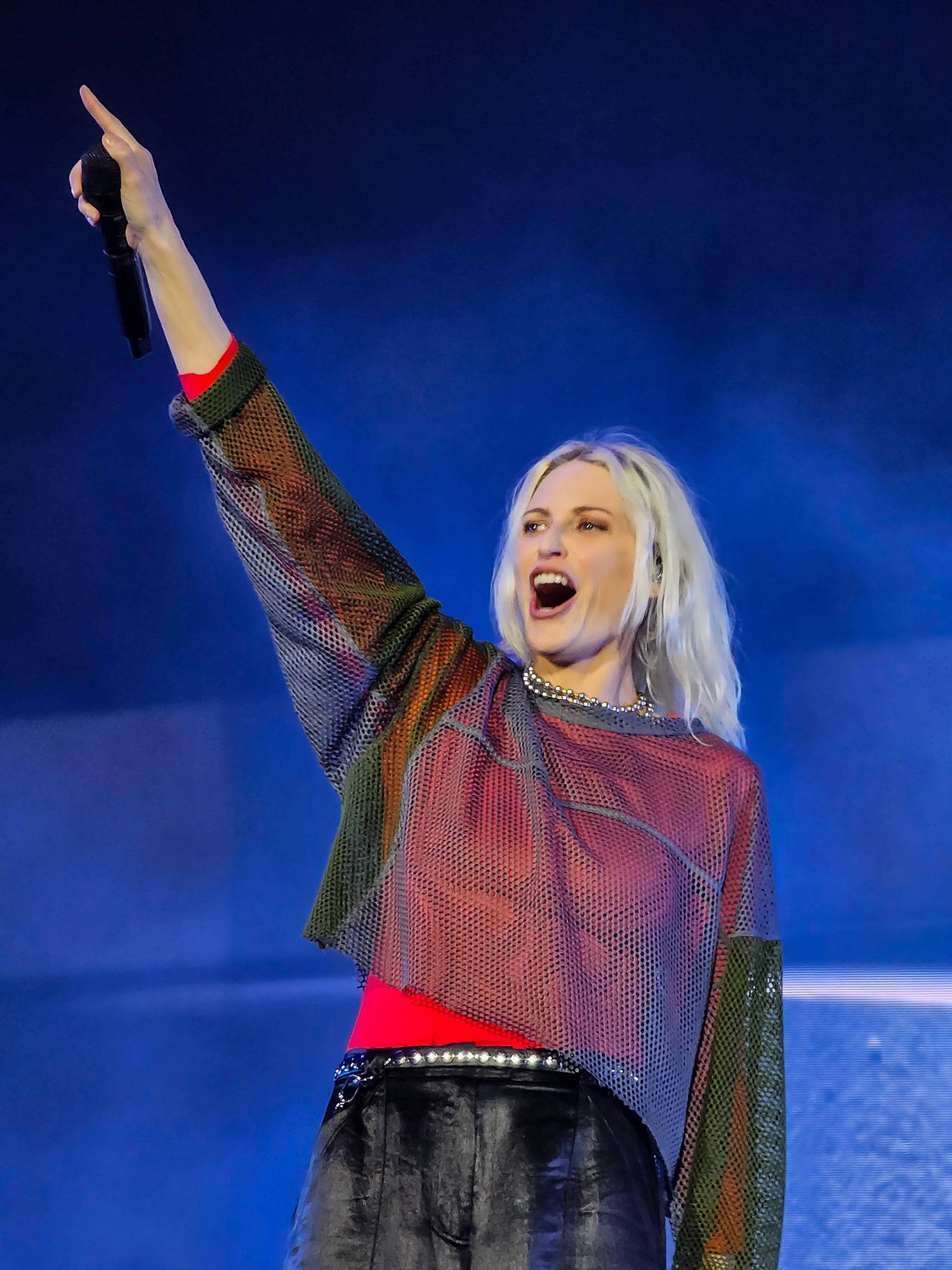
Emily Armstrong (* 1986)

- Armstrong, Eric (* 1963), kanadischer Animator
- Armstrong, Eva (1877–1962), US-amerikanische Chemiehistorikerin
- Armstrong, Ezra (* 1998), US-amerikanischer Fußballspieler
- Armstrong, Frank Crawford (1835–1909), General der Konföderierten Staaten von Amerika im Amerikanischen Bürgerkrieg
- Armstrong, Frankie (* 1941), britische Folksängerin, Liedermacherin und Autorin
- Armstrong, Franny (* 1972), britische Dokumentarfilmerin, Filmproduzentin, Regisseurin und Umweltschutzaktivistin
- Armstrong, Fraser (* 1951), britischer Chemiker an der University of Oxford
- Armstrong, Gary (* 1952), britischer Sprinter
- Armstrong, George (1944–2000), englischer Fußballspieler und -trainer
- Armstrong, George Frederick (1842–1900), englischer Ingenieur und Hochschullehrer
- Armstrong, Gerry (* 1954), nordirischer Fußballspieler
- Armstrong, Gillian (* 1950), australische Filmregisseurin
- Armstrong, Hamilton Fish (1893–1973), US-amerikanischer Journalist
- Armstrong, Henry (1912–1988), US-amerikanischer BoxerHenry Armstrong (1912–1988)

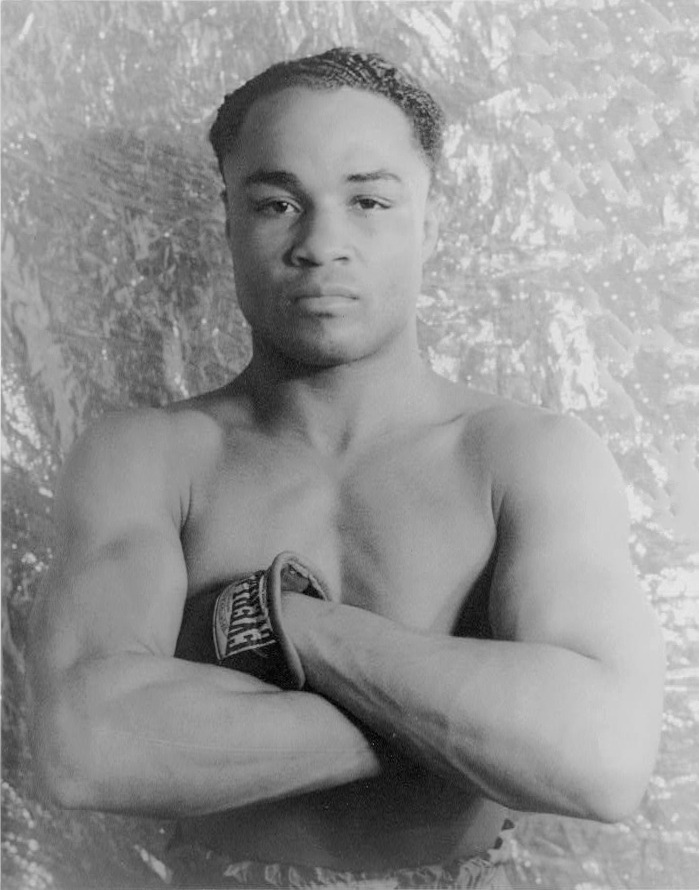
Henry Armstrong (1912–1988)

- Armstrong, Henry Edward (1848–1937), englischer Chemiker
- Armstrong, Hilary, Baroness Armstrong of Hill Top (* 1945), britische Politikerin (Labour), Mitglied des House of Commons
- Armstrong, Hilton (* 1984), US-amerikanischer Basketballspieler
- Armstrong, Howard E. (1903–1983), US-amerikanischer Anwalt und Politiker
- Armstrong, Hunter (* 2001), US-amerikanischer Schwimmer
- Armstrong, Ian (1937–2020), australischer Politiker, Mitglied der Legislativversammlung und Minister von New South Wales
- Armstrong, Ike (1895–1983), amerikanischer College-Football-Trainer
- Armstrong, Irina (* 1970), russisch-deutsche Dartspielerin
- Armstrong, Jackie (1920–2005), britischer Jazzmusiker
- Armstrong, James (1748–1828), US-amerikanischer Politiker
- Armstrong, Jeannette C. (* 1948), kanadische Literatin, Gründerin des indigenen Informations- und Bildungszentrum En'owkin Centre
- Armstrong, Jenny (* 1970), neuseeländisch-australische Seglerin
- Armstrong, Jesse (* 1970), britischer Drehbuchautor und FernsehproduzentJesse Armstrong (* 1970)

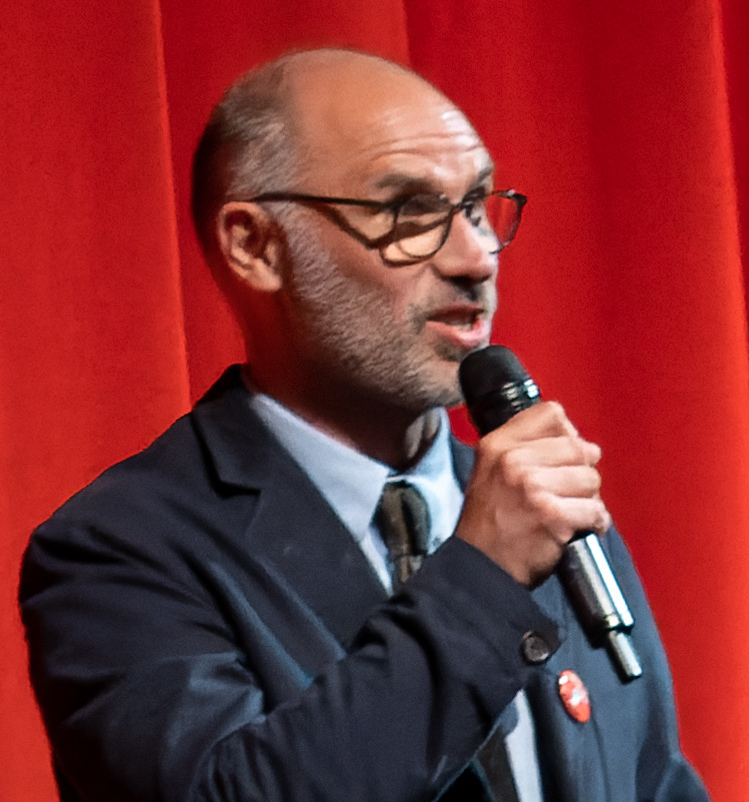
Jesse Armstrong (* 1970)

- Armstrong, Jim (* 1944), nordirischer Blues- und Rockgitarrist
- Armstrong, Joe (1950–2019), britischer Informatiker
- Armstrong, Joe (* 1978), britischer Schauspieler
- Armstrong, John (1674–1742), britischer Offizier und Militäringenieur
- Armstrong, John (1709–1779), schottischer Arzt und Schriftsteller
- Armstrong, John (1755–1816), US-amerikanischer Offizier, Jurist und Politiker
- Armstrong, John (1928–2004), britischer Regisseur
- Armstrong, John (* 1988), kanadischer Eishockeyspieler
- Armstrong, John Barclay (1850–1913), amerikanischer Polizist
- Armstrong, John junior (1758–1843), US-amerikanischer Soldat und Politiker
- Armstrong, John senior (1717–1795), US-amerikanischer Bauingenieur, Generalmajor im Amerikanischen Unabhängigkeitskrieg
- Armstrong, Johnny (* 1977), britischer Stand-Up-Comedian und Poetry-Slammer
- Armstrong, Jonas (* 1981), britischer Schauspieler
- Armstrong, Joseph Beattie (1850–1926), neuseeländischer Botaniker
- Armstrong, Julie (* 1990), schottisch-kanadische Fußballspielerin
- Armstrong, Karan (1941–2021), US-amerikanische Opernsängerin (Sopran)
- Armstrong, Karen (* 1944), britische Religionsforscherin
- Armstrong, Keith (* 1946), britischer Autor und Dichter
- Armstrong, Keith (* 1957), englisch-finnischer Fußballspieler und Fußballtrainer
- Armstrong, Kelley (* 1968), kanadische Fantasy-Autorin
- Armstrong, Kelly (* 1976), US-amerikanischer Politiker der Republikanischen Partei
- Armstrong, Ken (1924–1984), englisch-neuseeländischer Fußballspieler und -trainer
- Armstrong, Kerry (* 1958), australische Schauspielerin
- Armstrong, Kevin (* 1975), kanadischer Opernsänger (Tenor)
- Armstrong, Kit (* 1992), US-amerikanischer Pianist und KomponistKit Armstrong (* 1992)

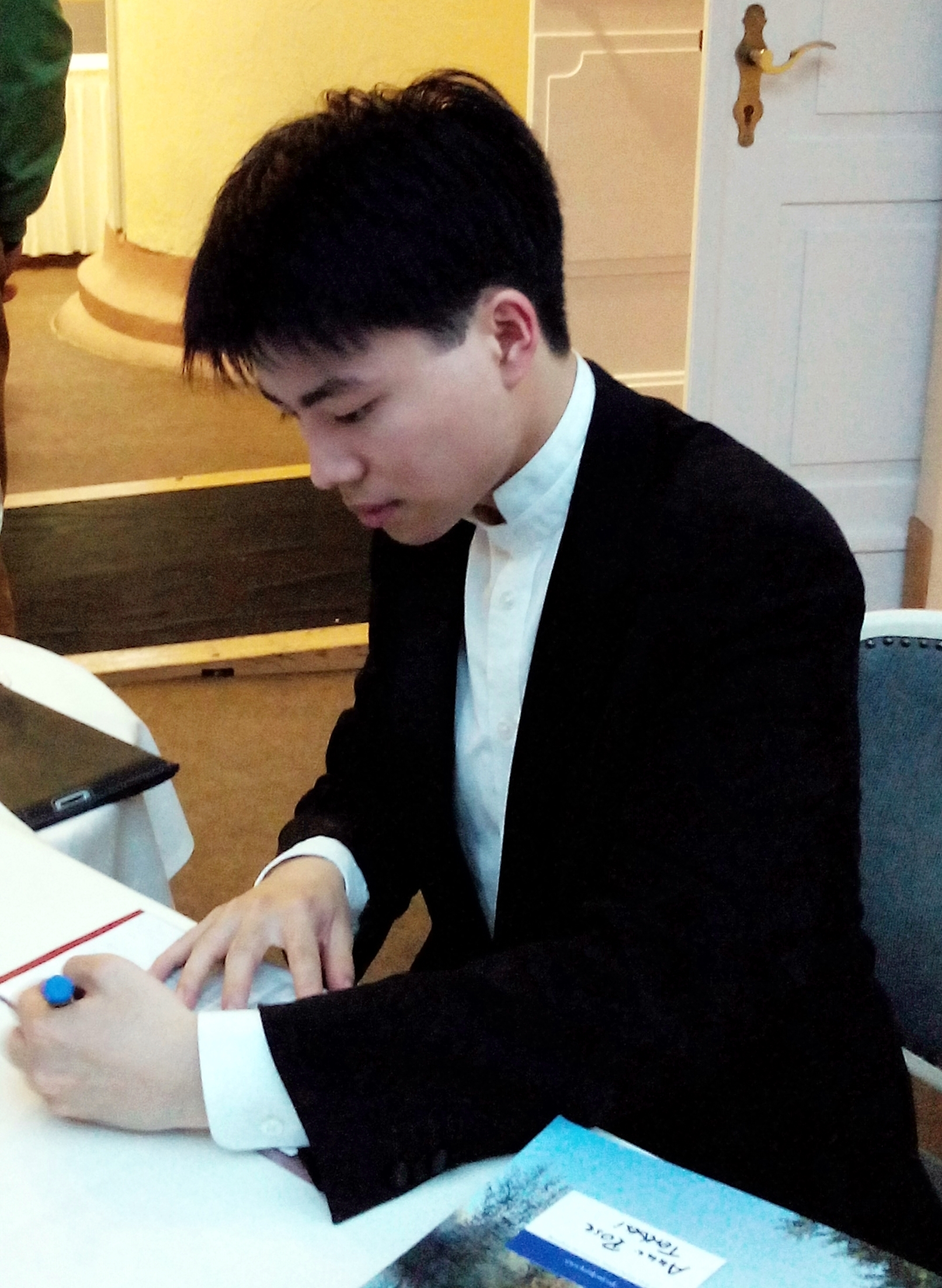
Kit Armstrong (* 1992)

- Armstrong, Kristin (* 1973), US-amerikanische Radrennfahrerin und Biathletin
- Armstrong, Lance (* 1971), US-amerikanischer Radrennfahrer und TriathletLance Armstrong (* 1971)

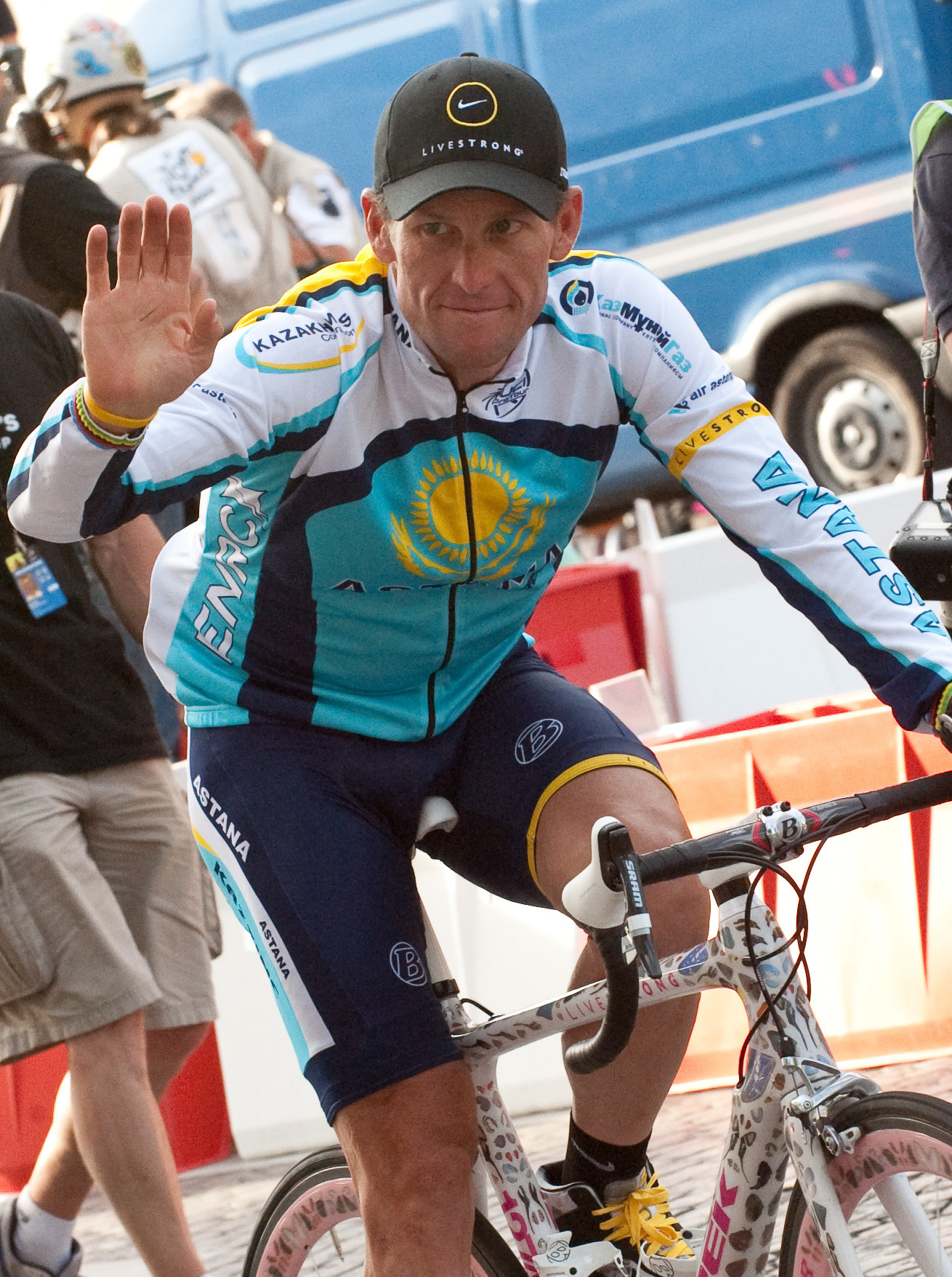
Lance Armstrong (* 1971)

- Armstrong, Lil Hardin (1898–1971), US-amerikanische Jazz-Pianistin, -Sängerin und -Komponistin
- Armstrong, Louis (1901–1971), amerikanischer Jazztrompeter und Sänger
- Armstrong, Marcus (* 2000), neuseeländischer Automobilrennfahrer
- Armstrong, Margaret Neilson (1867–1944), US-amerikanische Künstlerin, Grafikerin, botanische Illustratorin und Autorin
- Armstrong, Marion, kanadische Badmintonspielerin
- Armstrong, Mark (* 1958), britischer Amateurastronom und Asteroidenentdecker
- Armstrong, Mark (* 1961), britischer Springreiter
- Armstrong, Martin (1882–1974), britischer Schriftsteller, Dichter, Herausgeber und Journalist
- Armstrong, Matt (* 1982), kanadisch-australischer Eishockeyspieler
- Armstrong, Miles (* 1986), australischer Tennisspieler
- Armstrong, Moses K. (1832–1906), US-amerikanischer Politiker
- Armstrong, Murray (1916–2010), kanadischer Eishockeyspieler und -trainer
- Armstrong, Neil (1930–2012), US-amerikanischer Astronaut, Erster Mensch auf dem Mond
- Armstrong, Neil (1932–2020), kanadischer Eishockeyschiedsrichter
- Armstrong, Norm (1938–1974), kanadischer Eishockeyspieler
- Armstrong, Orland K. (1893–1987), US-amerikanischer Politiker
- Armstrong, Otis (1950–2021), US-amerikanischer American-Football-Spieler
- Armstrong, Patrick, Opfer eines Justizirrtums
- Armstrong, R. G. (1917–2012), US-amerikanischer Schauspieler
- Armstrong, Ralphe (* 1956), US-amerikanischer Fusion- und Jazzmusiker
- Armstrong, Richard Lee (1937–1991), kanadischer Geologe und Geochemiker sowie Professor
- Armstrong, Riley (* 1984), kanadischer Eishockeyspieler, -trainer und -funktionär
- Armstrong, Robert (1890–1973), US-amerikanischer Schauspieler
- Armstrong, Robert Adamowitsch (1790–1865), russischer Bergbauingenieur
- Armstrong, Robert John (1884–1957), US-amerikanischer Geistlicher, Bischof von Sacramento
- Armstrong, Robert, Baron Armstrong of Ilminster (1927–2020), britischer Politiker und Life Peer
- Armstrong, Rollo (* 1966), britischer Musikproduzent
- Armstrong, Ryan Kiera (* 2010), amerikanische Kinderdarstellerin
- Armstrong, Samaire (* 1980), US-amerikanische SchauspielerinSamaire Armstrong (* 1980)

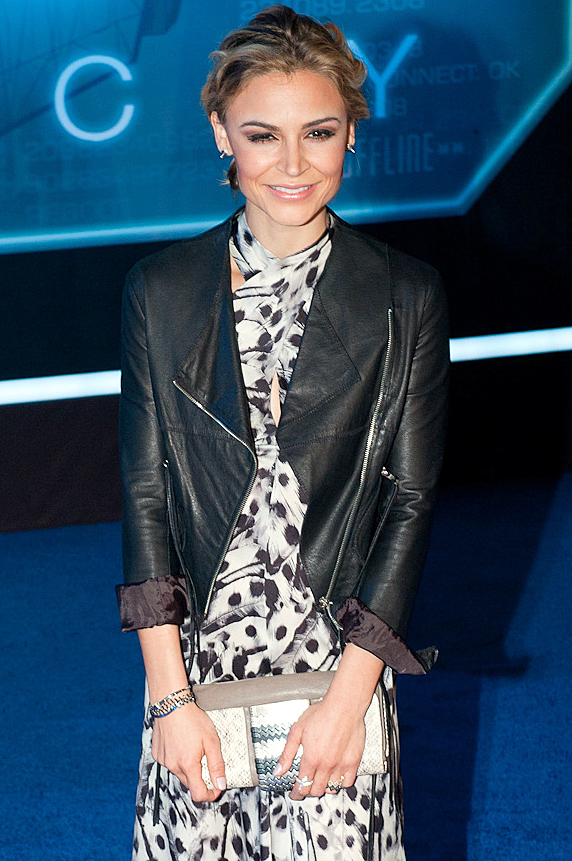
Samaire Armstrong (* 1980)

- Armstrong, Samuel (1784–1850), US-amerikanischer Politiker
- Armstrong, Samuel C. (1839–1893), US-amerikanischer General und Pädagoge
- Armstrong, Scot (* 1970), US-amerikanischer Drehbuchautor
- Armstrong, Sheila (* 1942), englische Opernsängerin (Sopran)
- Armstrong, Simon, walisischer Schauspieler
- Armstrong, Stuart (* 1992), schottischer Fußballspieler
- Armstrong, Thomas († 1684), englischer Offizier, Member of Parliament
- Armstrong, Thomas (1832–1911), englischer Historien-, Genre- und Landschaftsmaler sowie Direktor des South Kensington Museums (1881–1898)
- Armstrong, Thomas (1898–1994), britischer Organist, Dirigent und Komponist
- Armstrong, Thomas H. (1829–1891), US-amerikanischer Politiker
- Armstrong, Thomas N. III (1932–2011), amerikanischer Museumskurator
- Armstrong, Tim (* 1965), US-amerikanischer MusikerTim Armstrong (* 1965)

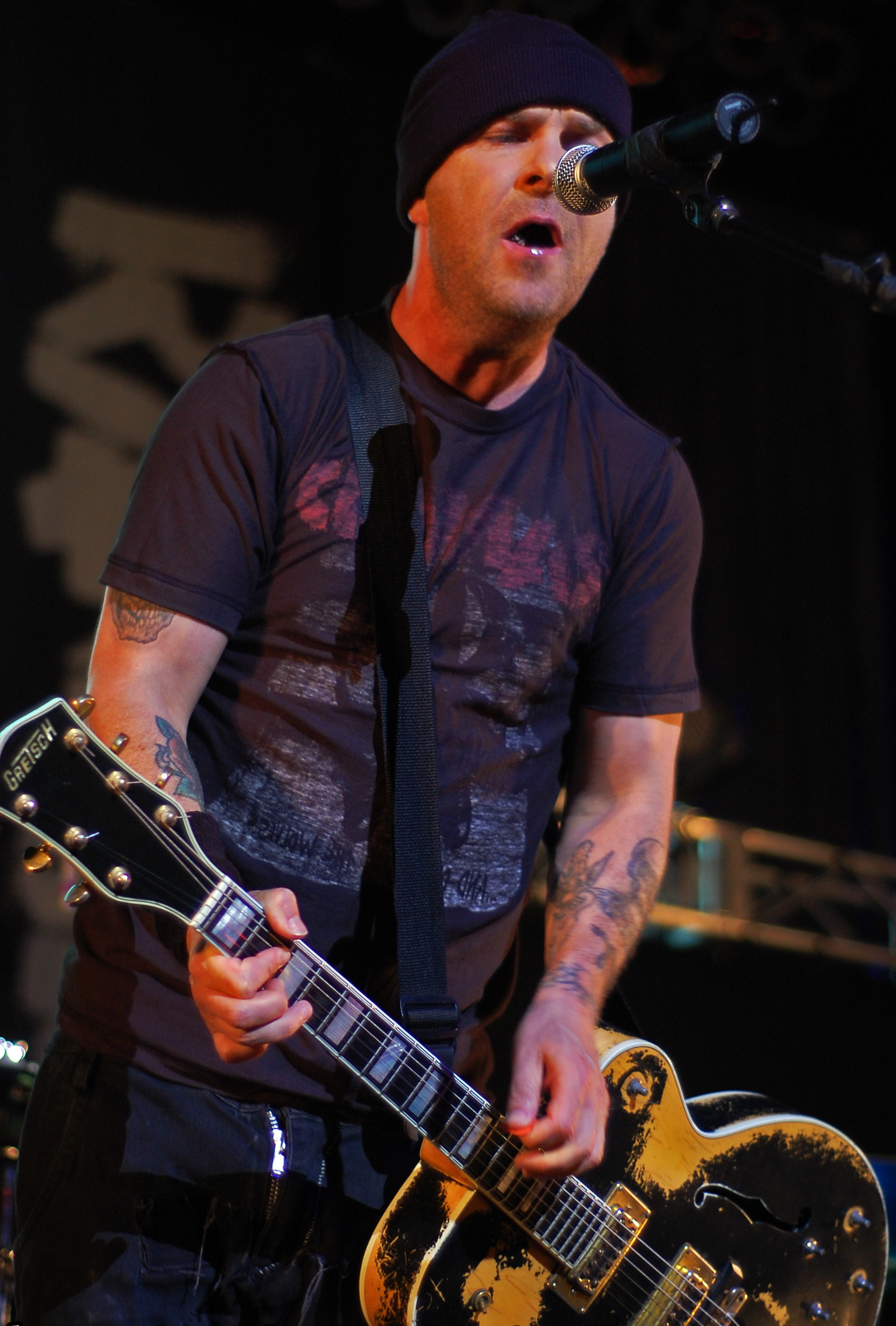
Tim Armstrong (* 1965)

- Armstrong, Tim (* 1967), kanadischer Eishockeyspieler
- Armstrong, Todd (1937–1992), US-amerikanischer Schauspieler
- Armstrong, Tom (1898–1967), englischer Fußballspieler
- Armstrong, Vaughn (* 1950), US-amerikanischer Filmschauspieler
- Armstrong, Vic (* 1946), britischer Stuntman
- Armstrong, Wally (1906–1950), englischer Fußballspieler
- Armstrong, William (1782–1865), US-amerikanischer Politiker irischer Herkunft
- Armstrong, William Hepburn (1824–1919), US-amerikanischer Politiker
- Armstrong, William L. (1937–2016), US-amerikanischer Politiker
- Armstrong, William W. (1833–1905), US-amerikanischer Drucker, Redakteur und Politiker
- Armstrong, William, 1. Baron Armstrong (1810–1900), britischer Industrieller
- Armstrong, William, Baron Armstrong of Sanderstead (1915–1980), britischer Regierungsbeamter und Bankmanager
- Armstrong-Jones, Antony, 1. Earl of Snowdon (1930–2017), britischer Fotograf und DesignerAntony Armstrong-Jones, 1. Earl of Snowdon (1930–2017)

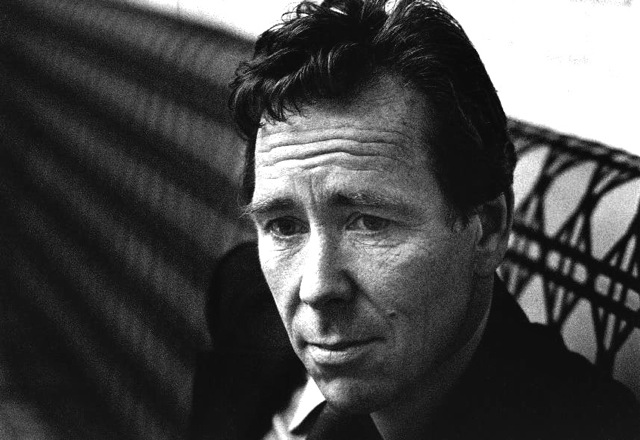
Antony Armstrong-Jones, 1. Earl of Snowdon (1930–2017)

- Armstrong-Jones, David, 2. Earl of Snowdon (* 1961), englischer Möbelfabrikant und Vorsitzender des Auktionshauses Christie’s

### Armu
- Armus, Burton (1934–2024), US-amerikanischer Drehbuchautor und Produzent
- Armutat, Sascha (* 1971), deutscher Offizier und Wirtschaftswissenschaftler
- Armutçu, Zülha (* 2002), türkische Sprinterin

### Army
- Armytage, Bertram (1869–1910), australischer Polarforscher
- Armytage, Harry William Hugh (1890–1967), britischer Offizier und Hamburger Stadtkommandant 1945/46